# Canis latrans
(Mark Twain)
Il coyote (Canis latrans Say, 1823), adattato a volte in coiote (plurale coyoti o coyote), detto anche lupo della prateria, è un canide lupino indigeno del Nord America. In confronto al lupo grigio il coyote è di taglia più piccola e filogeneticamente più antico, paragonabile allo sciacallo dorato dell'Eurasia, benché ne sia più grande e con istinti più predatori. Viene classificato dalla IUCN tra le specie a rischio minimo, dato che ha un vastissimo areale che dal Nord America scende a includere il Messico e l'America centrale. È una specie molto adattabile, il cui areale si è ampliato in mezzo ai cambiamenti ambientali dell'uomo. Questo incremento è ancora in corso ed è probabile che colonizzerà il Sud America, come dimostrato dalla presenza di coyote oltre il Canale di Panama nel 2013. Nel 2005 Mammal Species of the World ne riconosceva 19 sottospecie.
Gli antenati del coyote si diversificarono da quelli del lupo grigio 6.000-117.000 anni fa. La sua organizzazione sociale è molto flessibile, vivendo sia in famiglie nucleari che in branchi di individui non imparentati. Ha una dieta piuttosto varia, composta di ungulati, lagomorfi, roditori, uccelli, rettili, anfibi, pesci e invertebrati; occasionalmente può anche nutrirsi di frutta e vegetali. Il coyote è conosciuto per i suoi continui urli, fra i quali il grido più rappresentativo è un ululato prolungato in forma di lamento, emesso dagli individui solitari. Oltre agli esseri umani, gli unici nemici pericolosi del coyote sono i puma e i lupi grigi. Tuttavia i coyote talvolta si sono accoppiati con quest'ultima specie, producendo ibridi comunemente chiamati, in lingua inglese, "coywolves".
Il coyote è un personaggio consueto nel folclore e nella mitologia dei nativi americani (USA sudoccidentali e Messico), normalmente raffigurato come un imbroglione che assume alternativamente la forma di coyote e quella umana. Analogamente ad altri soggetti ingannatori, il coyote si comporta come un eroe picaresco che si ribella alle convenzioni sociali con i suoi stratagemmi e l'umorismo. L'animale era particolarmente rispettato nella cosmologia mesoamericana come simbolo di potenza militare, con alcuni studiosi che hanno rintracciato l'origine del dio azteco Quetzalcoatl in una divinità pre-azteca modellata sul coyote. Dopo la colonizzazione europea delle Americhe, fu svalutato nella cultura angloamericana come una creatura codarda e inaffidabile. Al contrario del lupo grigio, che ha subito un miglioramento radicale della propria immagine pubblica, gli atteggiamenti culturali verso il coyote rimangono ampiamente negativi.

## Descrizione

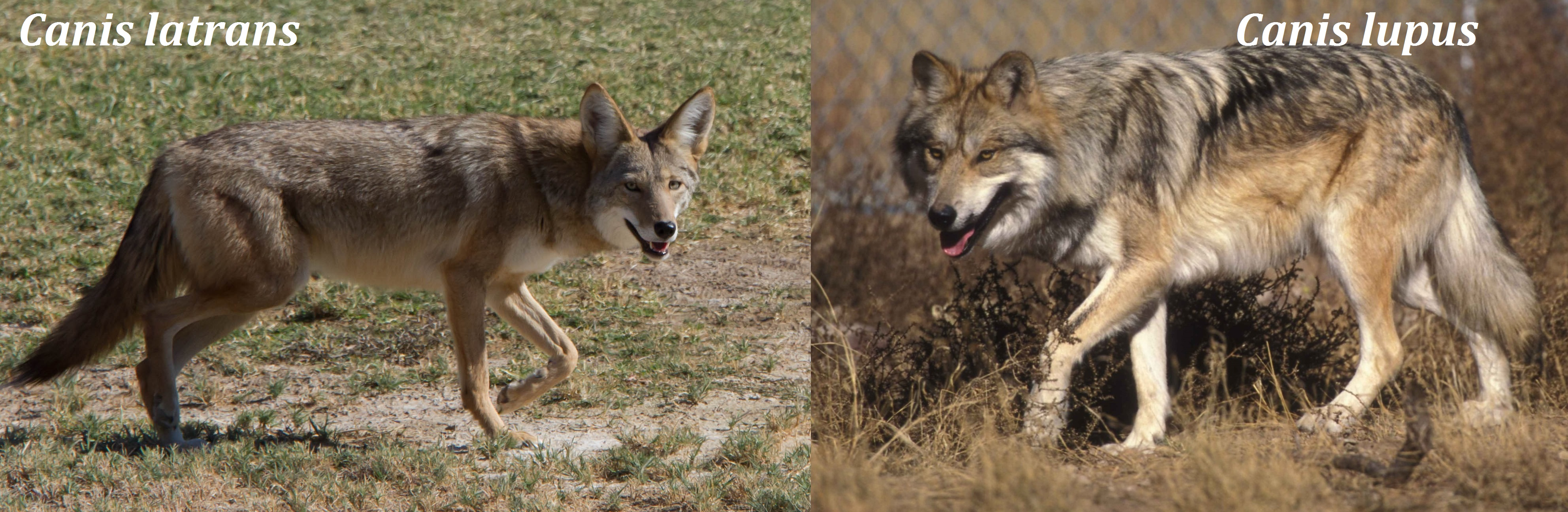
Coyote (sinistra) e lupo (destra)

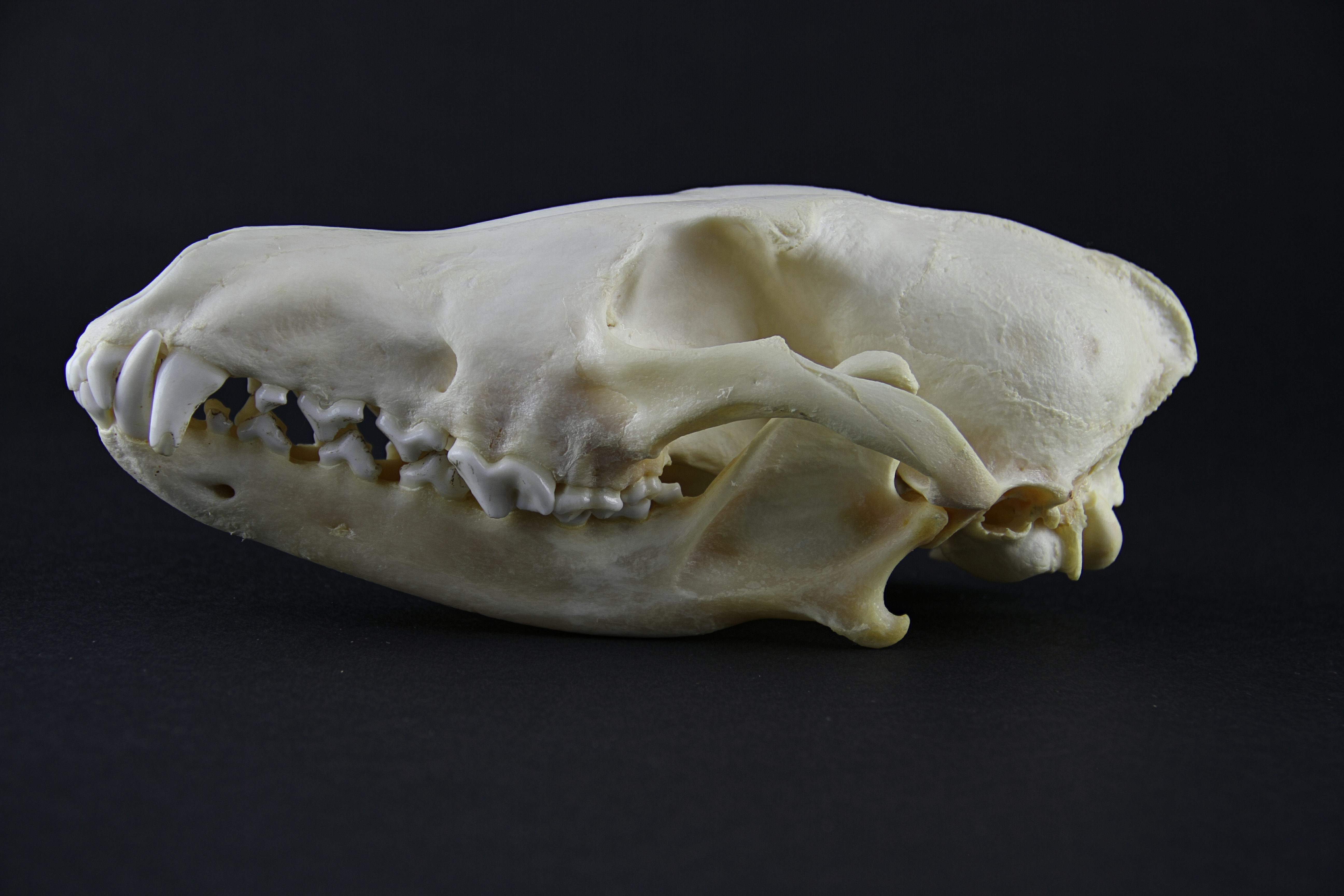
Cranio di Coyote

I maschi di norma pesano 8-20 chili, mentre le femmine pesano 7-18 chili; la taglia è incline a variare geograficamente. Le sottospecie settentrionali, che solitamente pesano 18 chili, tendono a essere più grandi di quelle del Messico, che pesano 11,5 chili. I maschi adulti misurano 1-1,35 metri di lunghezza, con una coda di 40 cm, mentre le femmine propendono ad essere più corte in lunghezza e di minore altezza alla spalla. Il coyote più grande segnalato fu un maschio abbattuto presso Afton (Wyoming) nel 1937 che misurava 1,6 metri dal naso alla coda e pesava 33,9 chili. La superficie superiore della base della coda è fornita di ghiandole odorifere di color bluastro scuro.
Il colore predominante è grigio chiaro o fulvo, inframmezzato sulla schiena con bianco e nero; il colore e la consistenza del pelo variano geograficamente: i coyote che vivono in territori piuttosto elevati tendono ad avere pelame con più sfumature nere e grigie dei loro cugini dei deserti, più fulvi o grigi biancastri. Il pelo consiste in sottopelo corto e soffice e lunghi peli di guardia ispidi. L'albinismo è raro nel coyote;:tra il 22 marzo del 1938 e il 30 giugno 1945 furono rinvenuti solo due esemplari albini su 750.000 coyote abbattuti da cacciatori federali e cooperativi.
Il coyote è tipicamente più piccolo del lupo grigio, con orecchie più lunghe, un neurocranio più grande, e una corporatura e un muso più snelli. Il coyote inoltre tiene la coda rivolta in basso mentre cammina o corre, invece che orizzontale come fa il lupo. Le impronte del coyote sono più lunghe e meno rotonde di quelle del cane. Il colore del pelo tende a variare individualmente di meno rispetto a quello del lupo.

## Etimologia
La descrizione scritta più antica della specie proviene dal libro Plantas y Animales de la Nueva España (1651) di Francisco Hernández, che lo descrisse come "volpe spagnola" o "sciacallo". Il primo uso della parola "coyote" (la cui radice è l'azteco coyōtl) viene da Storia antica del Messico (1780) di Francesco Saverio Clavigero. Il suo primo uso in lingua inglese fu in Six months' residence and travels in Mexico (1824) di William Bullock, dove fu trascritto come cayjotte e cocyotie. La forma definitiva "coyote" fu standardizzata durante gli anni 1880. In Italia, il termine Coiòte viene usato per lo sciacallo dorato in lingua friulana.

## Storia
All'epoca della colonizzazione europea delle Americhe i coyote erano limitati alle pianure aperte e le regioni aride della parte occidentale del continente. È spesso difficile distinguere i coyote dai lupi nei resoconti post-Colombiani. Un resoconto risalente al 1750 di Kaskaskia, Illinois, scritto da un prete locale, descrisse come i "lupi" incontrati fossero più piccoli e meno aggressivi di quelli europei. Un altro resoconto dei primi anni del XIX secolo della Contea di Edwards descrisse gli ululati di lupi durante la notte, ma è più probabile che fossero coyote. La specie fu incontrata numerose volte durante la spedizione di Lewis e Clark (1804-1806), benché fosse già ben conosciuto da commercianti presso il fiume Missouri. Il 5 maggio 1805 nel Montana nordorientale, Lewis descrisse il coyote nei seguenti termini:

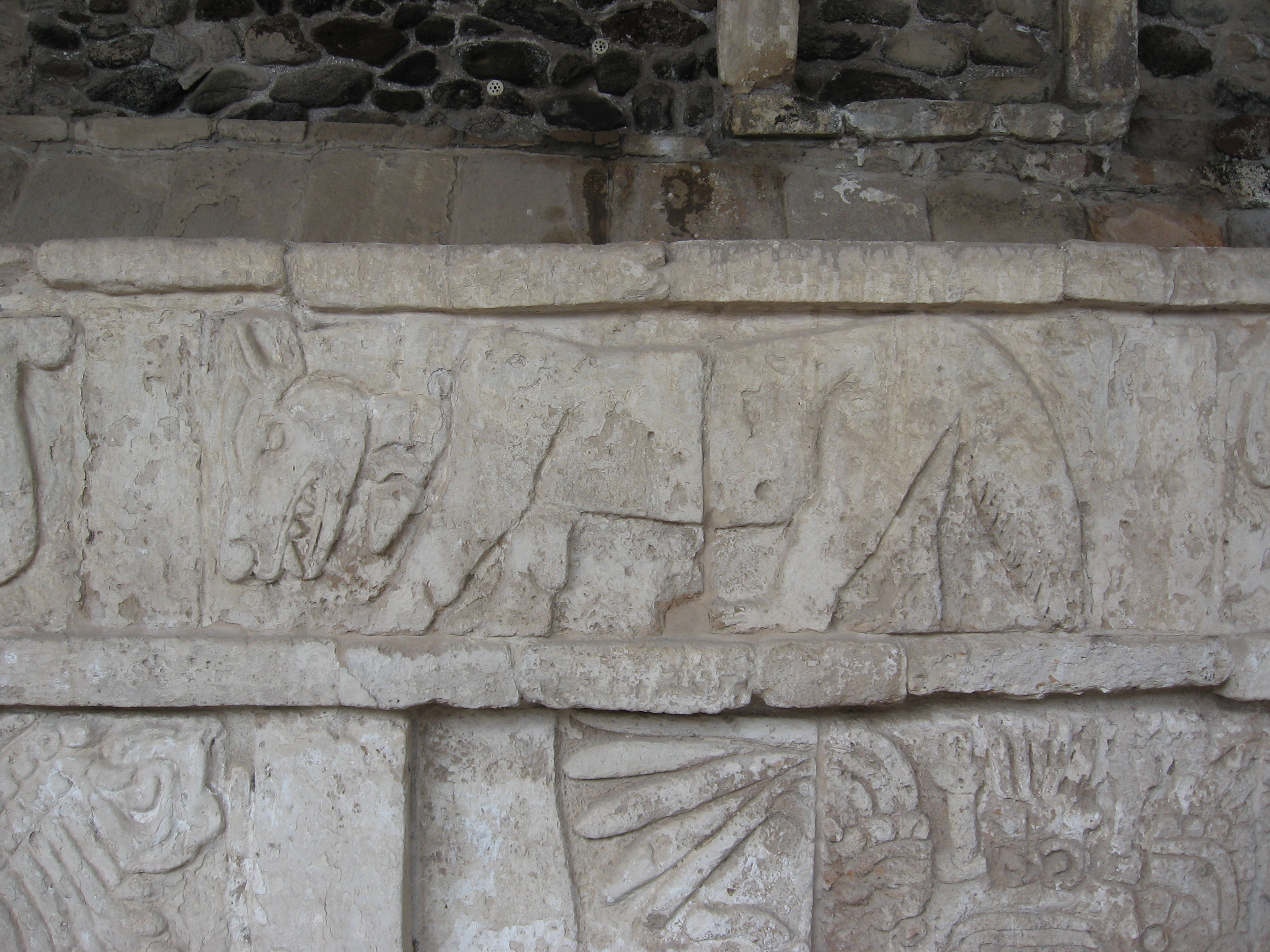
Pittogramma tolteca d'un coyote

I piccoli lupi, o cani scavatori delle praterie, sono quasi invariabilmente abitanti delle pianure aperte; girano di solito in bande di dieci, dodici o di più, e costruiscono le loro tane presso qualche valle o una zona molto frequentata da selvaggina; non essendo in grado di abbattere un cervo o una capra da soli, si incontrano raramente da soli, ma cacciano in branchi; spesso osservano e attaccano le loro prede presso le loro tane; allevano i loro cuccioli in queste tane, dove fuggono se inseguiti; talvolta abbaiano se una persona si avvicina, le loro note essendo uguali a quelle d'un piccolo cane. Sono intermedi in taglia fra la volpe e il cane, e sono molto attivi e di forma snella; le orecchie sono larghe e erette, la testa è lunga e appuntita come quella della volpe; la coda è lunga; . . . anche i capelli e i peli ricordano quelli della volpe, ma sono più ispidi e inferiori. Sono d'un colore rossiccio-bruno pallido. Gli occhi, piccoli e penetranti, sono d'un colore verde marino scuro. I loro artigli sono piuttosto più lunghi di quelli del lupo comune o di quello degli stati atlantici, nessuno di essi presenti in questa regione...
Il coyote fu descritto scientificamente per la prima volta da Thomas Say nel 1819 a Council Bluffs durante la spedizione di Stephen Harriman Long.

## Tassonomia e evoluzione

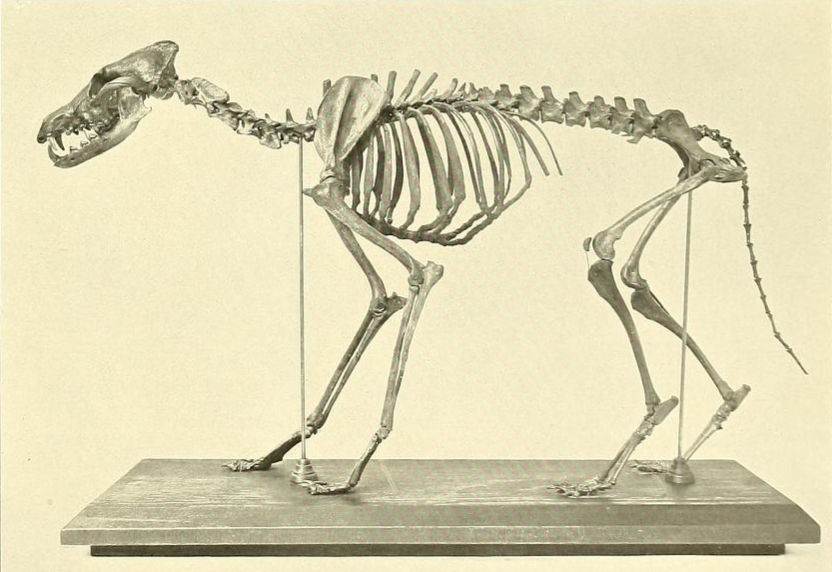
Scheletro montato di coyote del Pleistocene (C. l. orcutti)

Il coyote rappresenta una forma di Canis più primitiva del lupo grigio, come dimostrato dalla sua taglia inferiore e il suo cranio e mandibole più snelle, che mancano la forza necessaria per immobilizzare le prede grandi favorite dai lupi. Ciò viene ulteriormente corroborato dalla cresta sagittale, che è meno sporgente di quello del lupo, così indicando un morso meno possente. Il coyote non è un carnivoro specializzato come il lupo, come dimostrato dalle superfici più grandi dei molari, riflettendo la dipendenza relativa della specie dai vegetali. In tal senso, più del lupo, il coyote assomiglia i progenitori primitivi del genere Canis. La filogenesi moderna posiziona il coyote tra il lupo grigio e lo sciacallo dorato:
|  | \| \| Cane \| \| \| \| \| \| Lupo grigio \| \| \| \| |
|  |                                                      |
|  | Coyote                                               |
|  |                                                      |
|  | Cane                                                 |
|  |                                                      |
|  | Lupo grigio                                          |
|  |                                                      |

|  | Cane        |
|  |             |
|  | Lupo grigio |
|  |             |

|  | \| \| Cane \| \| \| \| \| \| Lupo grigio \| \| \| \| |
|  |                                                      |
|  | Coyote                                               |
|  |                                                      |
|  | Cane                                                 |
|  |                                                      |
|  | Lupo grigio                                          |
|  |                                                      |

|  | Cane        |
|  |             |
|  | Lupo grigio |
|  |             |

|  | \| \| Cane \| \| \| \| \| \| Lupo grigio \| \| \| \| |
|  |                                                      |
|  | Coyote                                               |
|  |                                                      |
|  | Cane                                                 |
|  |                                                      |
|  | Lupo grigio                                          |
|  |                                                      |

|  | Cane        |
|  |             |
|  | Lupo grigio |
|  |             |

|  | \| \| Cane \| \| \| \| \| \| Lupo grigio \| \| \| \| |
|  |                                                      |
|  | Coyote                                               |
|  |                                                      |
|  | Cane                                                 |
|  |                                                      |
|  | Lupo grigio                                          |
|  |                                                      |

|  | Cane        |
|  |             |
|  | Lupo grigio |
|  |             |

|  | \| \| Cane \| \| \| \| \| \| Lupo grigio \| \| \| \| |
|  |                                                      |
|  | Coyote                                               |
|  |                                                      |
|  | Cane                                                 |
|  |                                                      |
|  | Lupo grigio                                          |
|  |                                                      |

|  | Cane        |
|  |             |
|  | Lupo grigio |
|  |             |

|  | \| \| Cane \| \| \| \| \| \| Lupo grigio \| \| \| \| |
|  |                                                      |
|  | Coyote                                               |
|  |                                                      |
|  | Cane                                                 |
|  |                                                      |
|  | Lupo grigio                                          |
|  |                                                      |

|  | Cane        |
|  |             |
|  | Lupo grigio |
|  |             |

|  | \| \| Cane \| \| \| \| \| \| Lupo grigio \| \| \| \| |
|  |                                                      |
|  | Coyote                                               |
|  |                                                      |
|  | Cane                                                 |
|  |                                                      |
|  | Lupo grigio                                          |
|  |                                                      |

|  | Cane        |
|  |             |
|  | Lupo grigio |
|  |             |

|  | \| \| Cane \| \| \| \| \| \| Lupo grigio \| \| \| \| |
|  |                                                      |
|  | Coyote                                               |
|  |                                                      |
|  | Cane                                                 |
|  |                                                      |
|  | Lupo grigio                                          |
|  |                                                      |

|  | Cane        |
|  |             |
|  | Lupo grigio |
|  |             |

|  | \| \| Cane \| \| \| \| \| \| Lupo grigio \| \| \| \| |
|  |                                                      |
|  | Coyote                                               |
|  |                                                      |
|  | Cane                                                 |
|  |                                                      |
|  | Lupo grigio                                          |
|  |                                                      |

|  | Cane        |
|  |             |
|  | Lupo grigio |
|  |             |

|  | \| \| Cane \| \| \| \| \| \| Lupo grigio \| \| \| \| |
|  |                                                      |
|  | Coyote                                               |
|  |                                                      |
|  | Cane                                                 |
|  |                                                      |
|  | Lupo grigio                                          |
|  |                                                      |

|  | Cane        |
|  |             |
|  | Lupo grigio |
|  |             |

|  | \| \| Cane \| \| \| \| \| \| Lupo grigio \| \| \| \| |
|  |                                                      |
|  | Coyote                                               |
|  |                                                      |
|  | Cane                                                 |
|  |                                                      |
|  | Lupo grigio                                          |
|  |                                                      |

|  | Cane        |
|  |             |
|  | Lupo grigio |
|  |             |

|  | \| \| Cane \| \| \| \| \| \| Lupo grigio \| \| \| \| |
|  |                                                      |
|  | Coyote                                               |
|  |                                                      |
|  | Cane                                                 |
|  |                                                      |
|  | Lupo grigio                                          |
|  |                                                      |

|  | Cane        |
|  |             |
|  | Lupo grigio |
|  |             |

|  | \| \| Cane \| \| \| \| \| \| Lupo grigio \| \| \| \| |
|  |                                                      |
|  | Coyote                                               |
|  |                                                      |
|  | Cane                                                 |
|  |                                                      |
|  | Lupo grigio                                          |
|  |                                                      |

|  | Cane        |
|  |             |
|  | Lupo grigio |
|  |             |

|  | \| \| Cane \| \| \| \| \| \| Lupo grigio \| \| \| \| |
|  |                                                      |
|  | Coyote                                               |
|  |                                                      |
|  | Cane                                                 |
|  |                                                      |
|  | Lupo grigio                                          |
|  |                                                      |

|  | Cane        |
|  |             |
|  | Lupo grigio |
|  |             |

|  | \| \| Cane \| \| \| \| \| \| Lupo grigio \| \| \| \| |
|  |                                                      |
|  | Coyote                                               |
|  |                                                      |
|  | Cane                                                 |
|  |                                                      |
|  | Lupo grigio                                          |
|  |                                                      |

|  | Cane        |
|  |             |
|  | Lupo grigio |
|  |             |

|  | \| \| Cane \| \| \| \| \| \| Lupo grigio \| \| \| \| |
|  |                                                      |
|  | Coyote                                               |
|  |                                                      |
|  | Cane                                                 |
|  |                                                      |
|  | Lupo grigio                                          |
|  |                                                      |

|  | Cane        |
|  |             |
|  | Lupo grigio |
|  |             |

|  | \| \| Cane \| \| \| \| \| \| Lupo grigio \| \| \| \| |
|  |                                                      |
|  | Coyote                                               |
|  |                                                      |
|  | Cane                                                 |
|  |                                                      |
|  | Lupo grigio                                          |
|  |                                                      |

|  | Cane        |
|  |             |
|  | Lupo grigio |
|  |             |

|  | \| \| Cane \| \| \| \| \| \| Lupo grigio \| \| \| \| |
|  |                                                      |
|  | Coyote                                               |
|  |                                                      |
|  | Cane                                                 |
|  |                                                      |
|  | Lupo grigio                                          |
|  |                                                      |

|  | Cane        |
|  |             |
|  | Lupo grigio |
|  |             |

|  | \| \| Cane \| \| \| \| \| \| Lupo grigio \| \| \| \| |
|  |                                                      |
|  | Coyote                                               |
|  |                                                      |
|  | Cane                                                 |
|  |                                                      |
|  | Lupo grigio                                          |
|  |                                                      |

|  | Cane        |
|  |             |
|  | Lupo grigio |
|  |             |

|  | \| \| Cane \| \| \| \| \| \| Lupo grigio \| \| \| \| |
|  |                                                      |
|  | Coyote                                               |
|  |                                                      |
|  | Cane                                                 |
|  |                                                      |
|  | Lupo grigio                                          |
|  |                                                      |

|  | Cane        |
|  |             |
|  | Lupo grigio |
|  |             |

|  | \| \| Cane \| \| \| \| \| \| Lupo grigio \| \| \| \| |
|  |                                                      |
|  | Coyote                                               |
|  |                                                      |
|  | Cane                                                 |
|  |                                                      |
|  | Lupo grigio                                          |
|  |                                                      |

|  | Cane        |
|  |             |
|  | Lupo grigio |
|  |             |

|  | \| \| Cane \| \| \| \| \| \| Lupo grigio \| \| \| \| |
|  |                                                      |
|  | Coyote                                               |
|  |                                                      |
|  | Cane                                                 |
|  |                                                      |
|  | Lupo grigio                                          |
|  |                                                      |

|  | Cane        |
|  |             |
|  | Lupo grigio |
|  |             |

|  | \| \| Cane \| \| \| \| \| \| Lupo grigio \| \| \| \| |
|  |                                                      |
|  | Coyote                                               |
|  |                                                      |
|  | Cane                                                 |
|  |                                                      |
|  | Lupo grigio                                          |
|  |                                                      |

|  | Cane        |
|  |             |
|  | Lupo grigio |
|  |             |

|  | \| \| Cane \| \| \| \| \| \| Lupo grigio \| \| \| \| |
|  |                                                      |
|  | Coyote                                               |
|  |                                                      |
|  | Cane                                                 |
|  |                                                      |
|  | Lupo grigio                                          |
|  |                                                      |

|  | Cane        |
|  |             |
|  | Lupo grigio |
|  |             |

|  | \| \| Cane \| \| \| \| \| \| Lupo grigio \| \| \| \| |
|  |                                                      |
|  | Coyote                                               |
|  |                                                      |
|  | Cane                                                 |
|  |                                                      |
|  | Lupo grigio                                          |
|  |                                                      |

|  | Cane        |
|  |             |
|  | Lupo grigio |
|  |             |

|  | \| \| Cane \| \| \| \| \| \| Lupo grigio \| \| \| \| |
|  |                                                      |
|  | Coyote                                               |
|  |                                                      |
|  | Cane                                                 |
|  |                                                      |
|  | Lupo grigio                                          |
|  |                                                      |

|  | Cane        |
|  |             |
|  | Lupo grigio |
|  |             |

|  | \| \| Cane \| \| \| \| \| \| Lupo grigio \| \| \| \| |
|  |                                                      |
|  | Coyote                                               |
|  |                                                      |
|  | Cane                                                 |
|  |                                                      |
|  | Lupo grigio                                          |
|  |                                                      |

|  | Cane        |
|  |             |
|  | Lupo grigio |
|  |             |

|  | \| \| Cane \| \| \| \| \| \| Lupo grigio \| \| \| \| |
|  |                                                      |
|  | Coyote                                               |
|  |                                                      |
|  | Cane                                                 |
|  |                                                      |
|  | Lupo grigio                                          |
|  |                                                      |

|  | Cane        |
|  |             |
|  | Lupo grigio |
|  |             |

|  | \| \| Cane \| \| \| \| \| \| Lupo grigio \| \| \| \| |
|  |                                                      |
|  | Coyote                                               |
|  |                                                      |
|  | Cane                                                 |
|  |                                                      |
|  | Lupo grigio                                          |
|  |                                                      |

|  | Cane        |
|  |             |
|  | Lupo grigio |
|  |             |

|  | \| \| Cane \| \| \| \| \| \| Lupo grigio \| \| \| \| |
|  |                                                      |
|  | Coyote                                               |
|  |                                                      |
|  | Cane                                                 |
|  |                                                      |
|  | Lupo grigio                                          |
|  |                                                      |

|  | Cane        |
|  |             |
|  | Lupo grigio |
|  |             |

|  | \| \| Cane \| \| \| \| \| \| Lupo grigio \| \| \| \| |
|  |                                                      |
|  | Coyote                                               |
|  |                                                      |
|  | Cane                                                 |
|  |                                                      |
|  | Lupo grigio                                          |
|  |                                                      |

|  | Cane        |
|  |             |
|  | Lupo grigio |
|  |             |

|  | \| \| Cane \| \| \| \| \| \| Lupo grigio \| \| \| \| |
|  |                                                      |
|  | Coyote                                               |
|  |                                                      |
|  | Cane                                                 |
|  |                                                      |
|  | Lupo grigio                                          |
|  |                                                      |

|  | Cane        |
|  |             |
|  | Lupo grigio |
|  |             |

|  | \| \| Sciacallo striato \| \| \| \| \| \| Sciacallo dalla gualdrappa \| \| \| \| |
|  |                                                                                  |
|  | Sciacallo striato                                                                |
|  |                                                                                  |
|  | Sciacallo dalla gualdrappa                                                       |
|  |                                                                                  |

|  | Sciacallo striato          |
|  |                            |
|  | Sciacallo dalla gualdrappa |
|  |                            |

|  | \| \| Cane \| \| \| \| \| \| Lupo grigio \| \| \| \| |
|  |                                                      |
|  | Coyote                                               |
|  |                                                      |
|  | Cane                                                 |
|  |                                                      |
|  | Lupo grigio                                          |
|  |                                                      |

|  | Cane        |
|  |             |
|  | Lupo grigio |
|  |             |

|  | \| \| Cane \| \| \| \| \| \| Lupo grigio \| \| \| \| |
|  |                                                      |
|  | Coyote                                               |
|  |                                                      |
|  | Cane                                                 |
|  |                                                      |
|  | Lupo grigio                                          |
|  |                                                      |

|  | Cane        |
|  |             |
|  | Lupo grigio |
|  |             |

|  | \| \| Cane \| \| \| \| \| \| Lupo grigio \| \| \| \| |
|  |                                                      |
|  | Coyote                                               |
|  |                                                      |
|  | Cane                                                 |
|  |                                                      |
|  | Lupo grigio                                          |
|  |                                                      |

|  | Cane        |
|  |             |
|  | Lupo grigio |
|  |             |

|  | \| \| Cane \| \| \| \| \| \| Lupo grigio \| \| \| \| |
|  |                                                      |
|  | Coyote                                               |
|  |                                                      |
|  | Cane                                                 |
|  |                                                      |
|  | Lupo grigio                                          |
|  |                                                      |

|  | Cane        |
|  |             |
|  | Lupo grigio |
|  |             |

|  | \| \| Cane \| \| \| \| \| \| Lupo grigio \| \| \| \| |
|  |                                                      |
|  | Coyote                                               |
|  |                                                      |
|  | Cane                                                 |
|  |                                                      |
|  | Lupo grigio                                          |
|  |                                                      |

|  | Cane        |
|  |             |
|  | Lupo grigio |
|  |             |

|  | \| \| Cane \| \| \| \| \| \| Lupo grigio \| \| \| \| |
|  |                                                      |
|  | Coyote                                               |
|  |                                                      |
|  | Cane                                                 |
|  |                                                      |
|  | Lupo grigio                                          |
|  |                                                      |

|  | Cane        |
|  |             |
|  | Lupo grigio |
|  |             |

|  | \| \| Cane \| \| \| \| \| \| Lupo grigio \| \| \| \| |
|  |                                                      |
|  | Coyote                                               |
|  |                                                      |
|  | Cane                                                 |
|  |                                                      |
|  | Lupo grigio                                          |
|  |                                                      |

|  | Cane        |
|  |             |
|  | Lupo grigio |
|  |             |

|  | \| \| Cane \| \| \| \| \| \| Lupo grigio \| \| \| \| |
|  |                                                      |
|  | Coyote                                               |
|  |                                                      |
|  | Cane                                                 |
|  |                                                      |
|  | Lupo grigio                                          |
|  |                                                      |

|  | Cane        |
|  |             |
|  | Lupo grigio |
|  |             |

|  | \| \| Cane \| \| \| \| \| \| Lupo grigio \| \| \| \| |
|  |                                                      |
|  | Coyote                                               |
|  |                                                      |
|  | Cane                                                 |
|  |                                                      |
|  | Lupo grigio                                          |
|  |                                                      |

|  | Cane        |
|  |             |
|  | Lupo grigio |
|  |             |

|  | \| \| Cane \| \| \| \| \| \| Lupo grigio \| \| \| \| |
|  |                                                      |
|  | Coyote                                               |
|  |                                                      |
|  | Cane                                                 |
|  |                                                      |
|  | Lupo grigio                                          |
|  |                                                      |

|  | Cane        |
|  |             |
|  | Lupo grigio |
|  |             |

|  | \| \| Cane \| \| \| \| \| \| Lupo grigio \| \| \| \| |
|  |                                                      |
|  | Coyote                                               |
|  |                                                      |
|  | Cane                                                 |
|  |                                                      |
|  | Lupo grigio                                          |
|  |                                                      |

|  | Cane        |
|  |             |
|  | Lupo grigio |
|  |             |

|  | \| \| Cane \| \| \| \| \| \| Lupo grigio \| \| \| \| |
|  |                                                      |
|  | Coyote                                               |
|  |                                                      |
|  | Cane                                                 |
|  |                                                      |
|  | Lupo grigio                                          |
|  |                                                      |

|  | Cane        |
|  |             |
|  | Lupo grigio |
|  |             |

|  | \| \| Cane \| \| \| \| \| \| Lupo grigio \| \| \| \| |
|  |                                                      |
|  | Coyote                                               |
|  |                                                      |
|  | Cane                                                 |
|  |                                                      |
|  | Lupo grigio                                          |
|  |                                                      |

|  | Cane        |
|  |             |
|  | Lupo grigio |
|  |             |

|  | \| \| Cane \| \| \| \| \| \| Lupo grigio \| \| \| \| |
|  |                                                      |
|  | Coyote                                               |
|  |                                                      |
|  | Cane                                                 |
|  |                                                      |
|  | Lupo grigio                                          |
|  |                                                      |

|  | Cane        |
|  |             |
|  | Lupo grigio |
|  |             |

|  | \| \| Cane \| \| \| \| \| \| Lupo grigio \| \| \| \| |
|  |                                                      |
|  | Coyote                                               |
|  |                                                      |
|  | Cane                                                 |
|  |                                                      |
|  | Lupo grigio                                          |
|  |                                                      |

|  | Cane        |
|  |             |
|  | Lupo grigio |
|  |             |

|  | \| \| Cane \| \| \| \| \| \| Lupo grigio \| \| \| \| |
|  |                                                      |
|  | Coyote                                               |
|  |                                                      |
|  | Cane                                                 |
|  |                                                      |
|  | Lupo grigio                                          |
|  |                                                      |

|  | Cane        |
|  |             |
|  | Lupo grigio |
|  |             |

|  | \| \| Cane \| \| \| \| \| \| Lupo grigio \| \| \| \| |
|  |                                                      |
|  | Coyote                                               |
|  |                                                      |
|  | Cane                                                 |
|  |                                                      |
|  | Lupo grigio                                          |
|  |                                                      |

|  | Cane        |
|  |             |
|  | Lupo grigio |
|  |             |

|  | \| \| Cane \| \| \| \| \| \| Lupo grigio \| \| \| \| |
|  |                                                      |
|  | Coyote                                               |
|  |                                                      |
|  | Cane                                                 |
|  |                                                      |
|  | Lupo grigio                                          |
|  |                                                      |

|  | Cane        |
|  |             |
|  | Lupo grigio |
|  |             |

|  | \| \| Cane \| \| \| \| \| \| Lupo grigio \| \| \| \| |
|  |                                                      |
|  | Coyote                                               |
|  |                                                      |
|  | Cane                                                 |
|  |                                                      |
|  | Lupo grigio                                          |
|  |                                                      |

|  | Cane        |
|  |             |
|  | Lupo grigio |
|  |             |

|  | \| \| Cane \| \| \| \| \| \| Lupo grigio \| \| \| \| |
|  |                                                      |
|  | Coyote                                               |
|  |                                                      |
|  | Cane                                                 |
|  |                                                      |
|  | Lupo grigio                                          |
|  |                                                      |

|  | Cane        |
|  |             |
|  | Lupo grigio |
|  |             |

|  | \| \| Cane \| \| \| \| \| \| Lupo grigio \| \| \| \| |
|  |                                                      |
|  | Coyote                                               |
|  |                                                      |
|  | Cane                                                 |
|  |                                                      |
|  | Lupo grigio                                          |
|  |                                                      |

|  | Cane        |
|  |             |
|  | Lupo grigio |
|  |             |

|  | \| \| Cane \| \| \| \| \| \| Lupo grigio \| \| \| \| |
|  |                                                      |
|  | Coyote                                               |
|  |                                                      |
|  | Cane                                                 |
|  |                                                      |
|  | Lupo grigio                                          |
|  |                                                      |

|  | Cane        |
|  |             |
|  | Lupo grigio |
|  |             |

|  | \| \| Cane \| \| \| \| \| \| Lupo grigio \| \| \| \| |
|  |                                                      |
|  | Coyote                                               |
|  |                                                      |
|  | Cane                                                 |
|  |                                                      |
|  | Lupo grigio                                          |
|  |                                                      |

|  | Cane        |
|  |             |
|  | Lupo grigio |
|  |             |

|  | \| \| Cane \| \| \| \| \| \| Lupo grigio \| \| \| \| |
|  |                                                      |
|  | Coyote                                               |
|  |                                                      |
|  | Cane                                                 |
|  |                                                      |
|  | Lupo grigio                                          |
|  |                                                      |

|  | Cane        |
|  |             |
|  | Lupo grigio |
|  |             |

|  | \| \| Cane \| \| \| \| \| \| Lupo grigio \| \| \| \| |
|  |                                                      |
|  | Coyote                                               |
|  |                                                      |
|  | Cane                                                 |
|  |                                                      |
|  | Lupo grigio                                          |
|  |                                                      |

|  | Cane        |
|  |             |
|  | Lupo grigio |
|  |             |

|  | \| \| Cane \| \| \| \| \| \| Lupo grigio \| \| \| \| |
|  |                                                      |
|  | Coyote                                               |
|  |                                                      |
|  | Cane                                                 |
|  |                                                      |
|  | Lupo grigio                                          |
|  |                                                      |

|  | Cane        |
|  |             |
|  | Lupo grigio |
|  |             |

|  | \| \| Cane \| \| \| \| \| \| Lupo grigio \| \| \| \| |
|  |                                                      |
|  | Coyote                                               |
|  |                                                      |
|  | Cane                                                 |
|  |                                                      |
|  | Lupo grigio                                          |
|  |                                                      |

|  | Cane        |
|  |             |
|  | Lupo grigio |
|  |             |

|  | \| \| Cane \| \| \| \| \| \| Lupo grigio \| \| \| \| |
|  |                                                      |
|  | Coyote                                               |
|  |                                                      |
|  | Cane                                                 |
|  |                                                      |
|  | Lupo grigio                                          |
|  |                                                      |

|  | Cane        |
|  |             |
|  | Lupo grigio |
|  |             |

|  | \| \| Cane \| \| \| \| \| \| Lupo grigio \| \| \| \| |
|  |                                                      |
|  | Coyote                                               |
|  |                                                      |
|  | Cane                                                 |
|  |                                                      |
|  | Lupo grigio                                          |
|  |                                                      |

|  | Cane        |
|  |             |
|  | Lupo grigio |
|  |             |

|  | \| \| Cane \| \| \| \| \| \| Lupo grigio \| \| \| \| |
|  |                                                      |
|  | Coyote                                               |
|  |                                                      |
|  | Cane                                                 |
|  |                                                      |
|  | Lupo grigio                                          |
|  |                                                      |

|  | Cane        |
|  |             |
|  | Lupo grigio |
|  |             |

|  | \| \| Cane \| \| \| \| \| \| Lupo grigio \| \| \| \| |
|  |                                                      |
|  | Coyote                                               |
|  |                                                      |
|  | Cane                                                 |
|  |                                                      |
|  | Lupo grigio                                          |
|  |                                                      |

|  | Cane        |
|  |             |
|  | Lupo grigio |
|  |             |

|  | \| \| Cane \| \| \| \| \| \| Lupo grigio \| \| \| \| |
|  |                                                      |
|  | Coyote                                               |
|  |                                                      |
|  | Cane                                                 |
|  |                                                      |
|  | Lupo grigio                                          |
|  |                                                      |

|  | Cane        |
|  |             |
|  | Lupo grigio |
|  |             |

|  | \| \| Sciacallo striato \| \| \| \| \| \| Sciacallo dalla gualdrappa \| \| \| \| |
|  |                                                                                  |
|  | Sciacallo striato                                                                |
|  |                                                                                  |
|  | Sciacallo dalla gualdrappa                                                       |
|  |                                                                                  |

|  | Sciacallo striato          |
|  |                            |
|  | Sciacallo dalla gualdrappa |
|  |                            |

L'evoluzione del coyote è notevolmente ben documentata e può essere rintracciata in una linea ininterrotta fino a Eucyon davisi. È probabile che il coyote abbia avuto origine da una popolazione di età blancana di C. lepophagus; benché fossero simili al coyote odierno, i C. lepophagus avevano però gli arti più corti, il che indica una minor attitudine alla corsa. I coyote anatomicamente moderni ebbero origine durante il Pleistocene medio, dimostrando una variazione geografica superiore a oggi. In confronto ai loro cugini moderni, i coyote del Pleistocene (C. l. orcutti) erano più grandi e robusti, probabilmente come adattamento contro prede e concorrenti grossi. I coyote del Pleistocene erano anche carnivori più specializzati dei loro discendenti, dal momento che i loro denti erano più adatti a tagliare carne che a macinare vegetali. La loro diminuzione di grandezza avvenne entro 1.000 anni dalle estinzioni del Quaternario, quando le loro prede più massicce si estinsero. I coyote grandi furono inoltre incapaci di riempire la nicchia ecologica della caccia grossa dopo l'estinzione di C. dirus, che fu rapidamente monopolizzata dai lupi grigi, i quali probabilmente cacciavano i coyote grandi, così assecondando la selezione naturale in favore della forma gracile moderna.

### Sottospecie

Distribuzione delle sottospecie (del 1978):
(1) cagottis (2) clepticus (3) dickeyi (4) frustor (5) goldmani (6) hondurensis (7) impavidus (8) incolatus (9) jamesi (10) latrans (11) lestes (12) mearnsi (13) microdon (14) ochropus (15) peninsulae (16) texensis (17) thamnos (18) umpquensis (19) vigilis (20) "var"

Dal 2005, la MSW riconosce 19 sottospecie. La variazione geografica del coyote non è grande, ma tutto sommato, le sottospecie orientali (thamnos e frustor) sono animali grossi e scuri, con un graduale schiarimento in colore e una diminuzione in taglia verso l'occidente e il nord (texensis, latrans, lestes e incolatus), un intensificamento nelle sfumature ocra verso la costa pacifica (ochropus, umpquensis), un'ulteriore diminuzione in taglia negli Stati Uniti sudoccidentali (microdon, mearnsi), colori scuri rossicci e musi corti nelle popolazioni messicane e dell'America centrale. Non incluso nella lista sotto è C. l. "var.", un frutto d'accoppiamenti tra coyote e lupi orientali (vedi "Ibridi").
| Sottospecie                                         | Autore               | Descrizione | Areale | Sinonimi                                             |
| --------------------------------------------------- | -------------------- | --- | --- | ---------------------------------------------------- |
| Coyote delle pianure C. l. latrans                  | Say, 1823            | La sottospecie più grande, con pelo chiaro e denti molari e carnassiali grandi.                                                    | Grandi Pianure dall'Alberta, Manitoba, e Saskatchewan sud nel Nuovo Messico e nel Texas Panhandle                                                               | nebracensis (Merriam, 1898) pallidus (Merriam, 1897) |
| Coyote del Messico C. l. cagottis                   | C. E. H. Smith, 1839 | Simile a peninsulae, ma più grande e rosso in colore, con orecchie più corte, denti più grandi e un muso meno snello.              | Stati Oaxaca, San Luis Potosí, Puebla, e Veracruz in Messico |                                                      |
| Coyote di San Pedro Martir C. l. clepticus          | Elliot, 1903         | Una sottospecie piccola con un pelo estivo rossiccio e un cranio corto e largo.                                                    | Bassa California settentrionale e California sudoccidentale. |                                                      |
| Coyote del Salvador C. l. dickeyi                   | Nelson, 1932         | Una sottospecie grande quanto lestes, ma con denti più piccoli e pelo più scuro.                                                   | Prima conosciuto solo da Cerro Mogote, duemila dal fiume Goascorán in La Unión, El Salvador. Nel gennaio del 2013, espanse il suo areale fino al sud di Panama. |                                                      |
| Coyote sudorientale C. l. frustor                   | Woodhouse, 1851      | Simile a peninsulae, ma più grande e più chiaro, con orecchie più grandi e un muso più lungo.                                      | Regione sudorientale e estremo orientale di Kansas, Oklahoma, Texas, Missouri, e Arkansas                                                                       |                                                      |
| Coyote di Belize C. l. goldmani                     | Merriam, 1904        | Il più grande dei coyote messicani, simile a latrans, ma con un muso più corto.                                                    | Conosciuto solo da San Vicente, Chiapas, Messico, presso il confine con Guatemala, ma potrebbe anche vivere nel Guatemala occidentale.                          |                                                      |
| Coyote del Honduras C. l. hondurensis               | Goldman, 1936        | Una sottospecie piccola e rossiccia, con pelo ispido e un cranio largo.                                                            | Conosciuto solo dalle pianure nordorientali di Archaga, al nord di Tegucigalpa.                                                                                 |                                                      |
| Coyote di Durango C. l. impavidus                   | J. A. Allen, 1903    | Simile a cagottis in colore, ma molto più grande.                                                                                  | Sonora meridionale, l'estremo sudoriente di Chihuahua, Durango occidentale, Zacatecas occidentale, e Sinaloa                                                    |                                                      |
| Coyote settentrionale C. l. incolatus               | Hall, 1934           | Una sottospecie di taglia media, con pelo color cannella e un cranio più concavo di latrans.                                       | Yukon, Territori del Nord-Ovest, Columbia Britannica settentrionale, e l'Alberta settentrionale, e Alaska                                                       |                                                      |
| Coyote di Tiburón C. l. jamesi                      | Townsend, 1912       | Più chiaro di mearnsi, con denti più robusti, un cranio largo e orecchie lunghe.                                                   | Isola di Tiburón |                                                      |
| Coyote della montagna C. l. lestes                  | Merriam, 1897        | Grande quanto latrans e di simile colore, con una coda e orecchie grandi.                                                          | Columbia Britannica e l'Alberta sudorientale, sud verso Utah e Nevada                                                                                           |                                                      |
| Coyote di Mearns C. l. mearnsi                      | Merriam, 1897        | Una sottospecie piccola con orecchie di taglia media, un cranio piccolo e denti piccoli. Il pelo è di color fulvo vivace.          | Colorado sudoccidentale e Utah meridionale, sud verso Sonora settentrionale e Chihuahua.                                                                        | estor (Merriam, 1897)                                |
| Coyote del Rio Grande inferiore C. l. microdon      | Merriam, 1897        | Una sottospecie piccola con denti piccoli e di colore scuro.                                                                       | Texas meridionale e Tamaulipas settentrionale |                                                      |
| Coyote della valle di California C. l. ochropus     | Eschscholtz, 1829    | Simile a latrans e lestes, ma più piccolo, più scuro, con orecchie più grandi, un cranio piccolo e denti più piccoli.              | California ovest di Sierra Nevada |                                                      |
| Coyote penisolare C. l. peninsulae                  | Merriam, 1897        | Simile a ochropus, ma con pelo più scuro e rossiccio.                                                                              | Bassa California |                                                      |
| Coyote delle pianure texane C. l. texensis          | Bailey, 1905         | Più piccolo di latrans, con pelo più vivace e fulvo, simile a quello di ochropus, benché non abbia le orecchie grandi dell'ultimo. | La maggior parte di Texas, Nuovo Messico occidentale, e Messico nordorientale.                                                                                  |                                                      |
| Coyote nordorientale C. l. thamnos                  | Jackson, 1949        | Circa la stessa taglia di latrans o più grande, ma più scuro e con un cranio più largo.                                            | Saskatchewan nordcentrale, est in Ontario meridionale, sud verso Indiana settentrionale e ovest verso Missouri                                                  |                                                      |
| Coyote della costa nordoccidentale C. l. umpquensis | Jackson, 1949        | Una sottospecie piccola con pelo scuro rossiccio, un cranio piccolo e una dentatura debole.                                        | Costa di Washington e Oregon |                                                      |
| Coyote di Colima C. l. vigilis                      | Merriam, 1897        | Simile a peninsulae, ma più scuro e colorato, con più nero sugli arti anteriori.                                                   | Costa pacifica di Mexico da Jalisco, sud verso Guerrero |                                                      |

### Ibridi

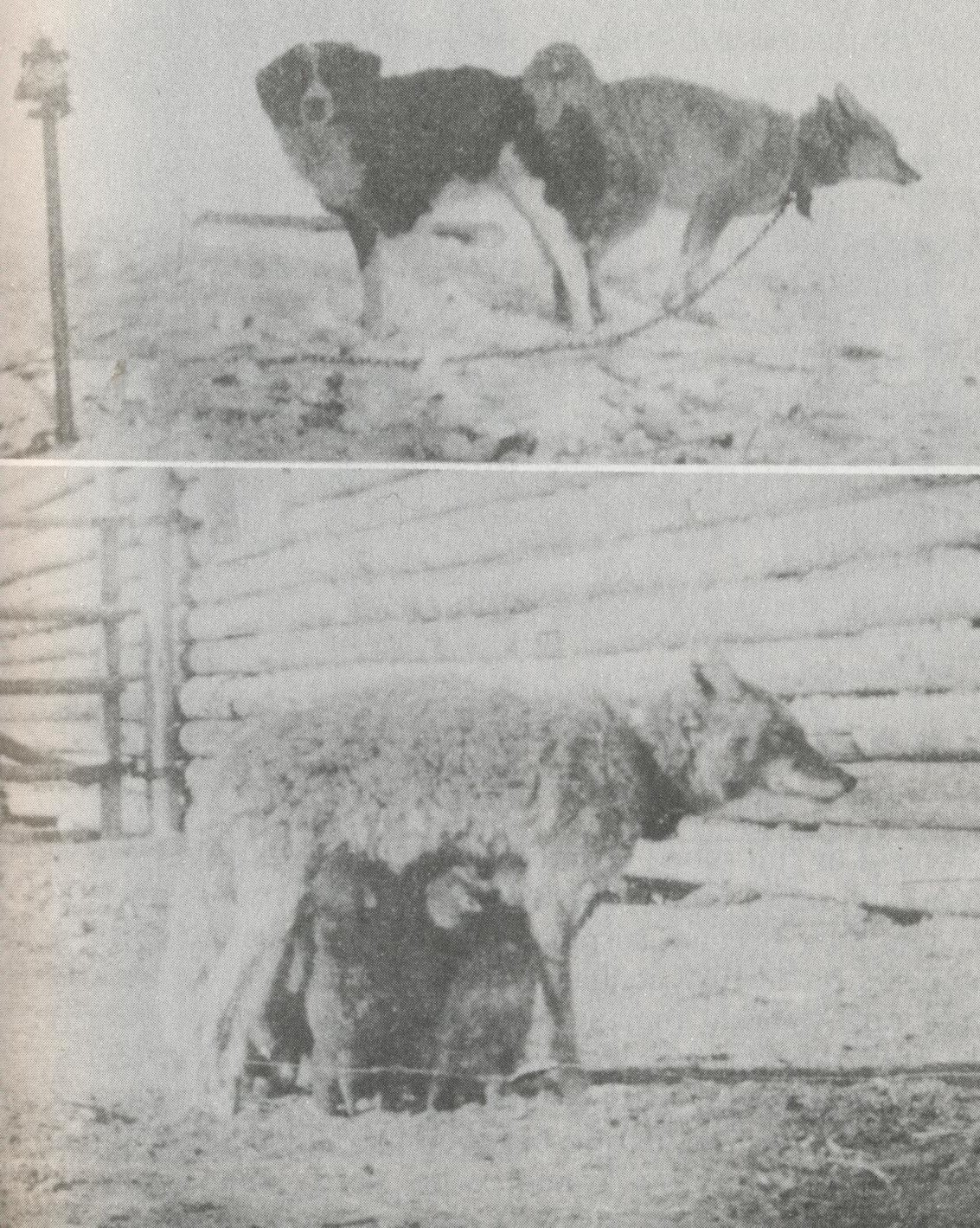
Femmina di coyote nell'atto di accoppiarsi con un cane, per poi produrre cuccioli ibridi

I coyote si sono talvolta accoppiati con i cani, producendo prole meticcia addestrabile. Tali accoppiamenti sono rari allo stato selvatico, poiché i cicli riproduttivi dei coyote e dei cani non coincidono, e perlopiù i coyote sono antagonistici verso i cani; persino gli esemplari in cattività dimostrano una certa riluttanza nell'accoppiarsi con loro. Gli incroci tendono a verificarsi in zone dove i coyote sono pochi di numero e i cani sono le uniche opzioni. Anche in questo caso, il tasso di mortalità dei cuccioli risultanti è alto, dal momento che i cani non formano legami con i coyote con cui si accoppiano e rendono così difficile per la madre allevare la prole. In cattività, i cuccioli ibridi di prima generazione tendono a essere più ribelli dei cuccioli di cane, e sono ancora meno affidabili dei lupi ibridi. Gli ibridi tendono a variare in aspetto, ma generalmente ritengono il mantello color zibellino da adulti, il pelo nero da neonati, la ghiandola odorifera sulla coda, e il pelo bianco sulla faccia. Gli ibridi di prima generazione tendono ad avere tratti intermedi tra i coyote e i cani, mentre quelli della seconda generazione tendono a variare di più. Sul lato comportamentale, sia gli ibridi di prima che seconda generazione ritengono la diffidenza e l'aggressione verso membri dello stesso sesso del coyote. Gli ibridi di ambo i sessi sono fertili, e possono ritenere questa fertilità per almeno quattro generazioni. I coyote melanici devono il loro pelo nero a una mutazione che deriva dai cani. Una popolazione di coyote bianchi non albini in Terranova devono il loro colore a un gene ereditato dai golden retriever.

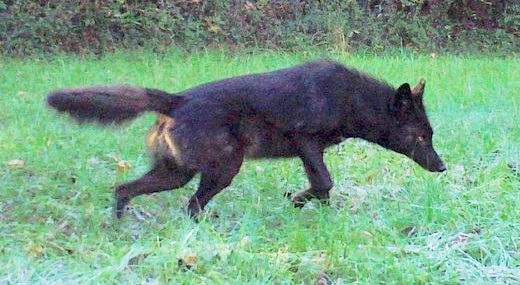
Coyote melanico

I coyote si sono incrociati con i lupi in vari gradi, soprattutto negli USA orientali e nel Canada orientale. I cosiddetti "coyote orientali" del Nord America nordorientale sono stati confermati di essere derivati da incroci tra i coyote e i lupi, probabilmente risalenti in conseguenza allo sterminio dei lupi nel nordoriente, così permettendo ai coyote di colonizzare zone una volta tenute dai lupi per poi accoppiarsi con i superstiti rimasti. Questi ibridi sono più piccoli dei lupi, e mantengono territori meno vasti, ma sono d'altra parte più grandi dei coyote puri, e pattugliano territori più ampi. Sin dal 2010, la composizione genetica del coyote orientale si è stabilizzato, con minima influenza da parte di lupi o coyote puri. I coyote orientali sono più grossi dei coyote puri; persino le femmine superano il peso dei coyote maschi puri per 21%. Anche da neonati, i coyote orientali pesano più dei loro cugini puri; mentre i coyote neonati puri pesano 250-300 grammi, i neonati dei coyote orientali pesano 349-360 grammi. All'età di 35 giorni, i cuccioli di coyote orientale pesano 1590 grammi, 200 grammi di più dei cuccioli di coyote puro. Le differenze fisiche diventano più notevoli a questa età; i cuccioli orientali hanno gli arti più lunghi di quelli puri, e la crescita dei denti accade molto dopo. Non ci sono grandi differenze tra i coyote orientali e puri nel loro comportamento aggressivo, benché i coyote orientali tendano a lottare di meno e giocare di più. Al contrario dei cuccioli puri, che lottano prima di giocare, le lotte fra i giovani coyote orientali accadono molto dopo il gioco. I coyote orientali tendono a raggiungere la maturità sessuale all'età di due anni, molto dopo i coyote puri. Nel 2011, un'analisi di 48.000 dei polimorfismi a singolo nucleotide nei genomi di varie popolazioni di coyote e lupo rivelarono che il lupo orientale (indigeno del Parco Provinciale di Algonquin) e il lupo rosso (indigeno del Carolina del Nord), entrambi in passato classificati come specie a parte del lupo grigio, sono prodotti di vari gradi d'incrocio con i coyote. La miscelazione tra le due specie che risultò nella nascita del lupo orientale, probabilmente accadde circa 600-900 anni fa tra i lupi grigi e una popolazione ormai estinta di coyote pre-Colombiani. Sin da allora, il lupo orientale si è retromisto estensivamente con il lupo grigio. L'origine del lupo rosso invece risale probabilmente a molto dopo, a circa 287-430 anni fa, quando gran parte degli USA sudorientali furono deforestati e i predatori cacciati spietatamente. Durante questo periodo, le popolazioni in declino di lupo sarebbero state costrette ad accoppiarsi con i coyote, con gli incroci risultanti accoppiandosi con i coyote, con la scomparsa definitiva dei lupi, fino al punto che il genoma attuale del lupo rosso è al 75-80% di origine coyote.

## Comportamento

### Comportamenti sociali e riproduttivi

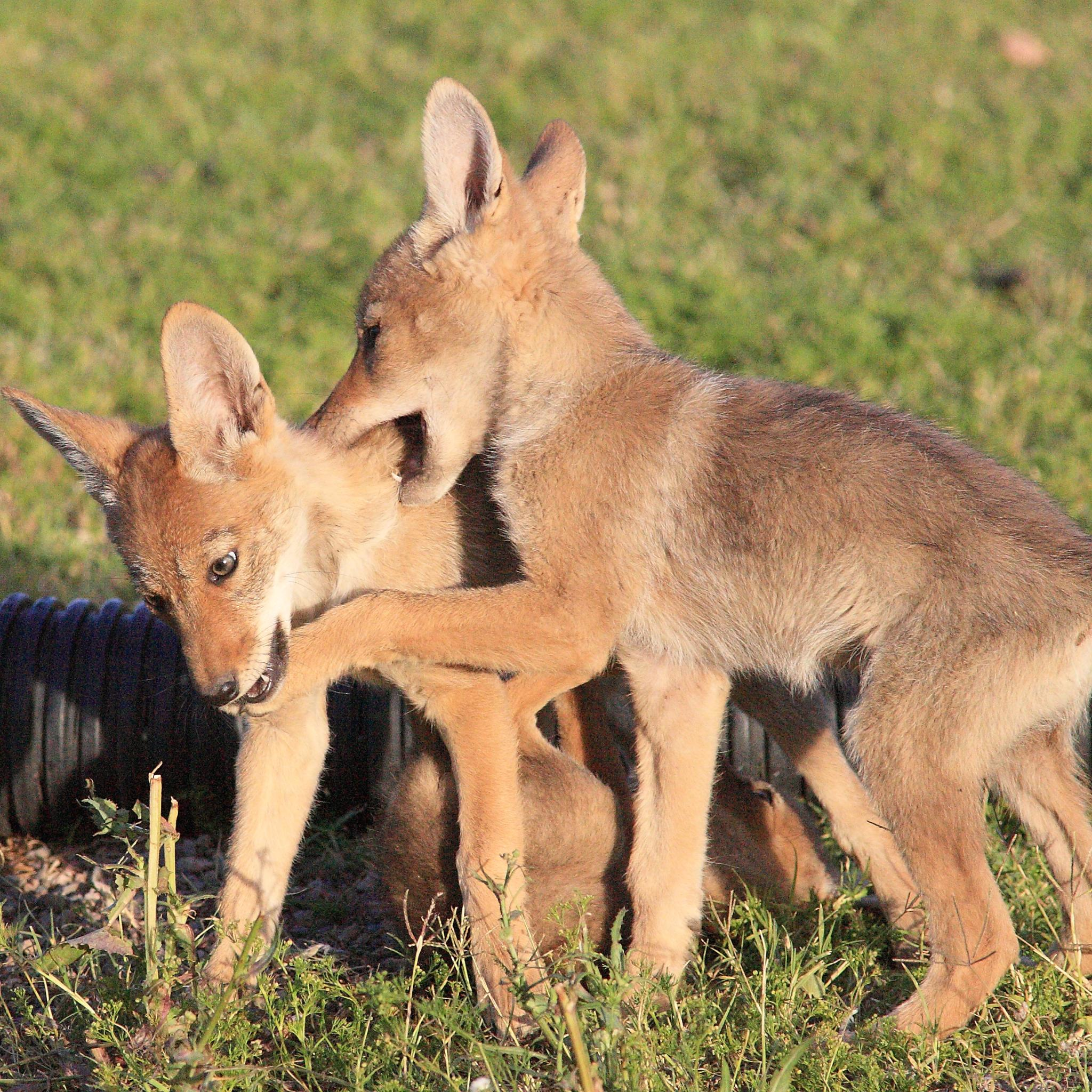
Cuccioli

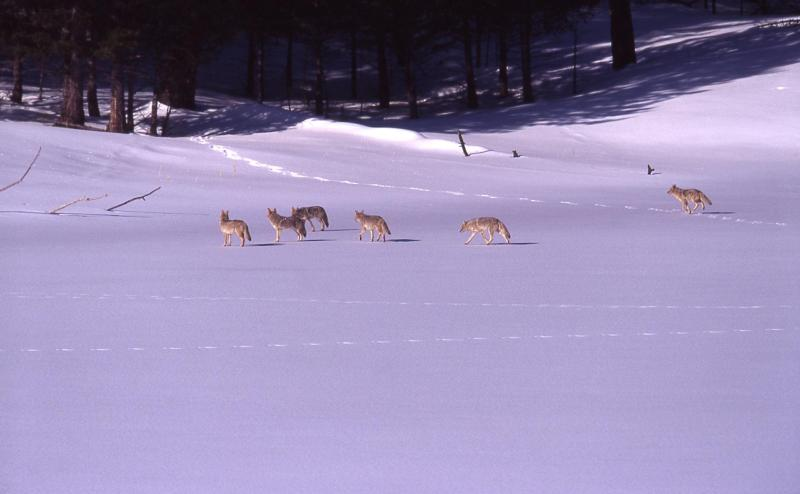
Un branco di coyote

Come il suo cugino, lo sciacallo dorato, il coyote è un animale gregario, ma non così dipendente dai conspecifici come il lupo grigio. È probabile che questo sia dovuto al fatto che il coyote non è un cacciatore specializzato di prede grosse come lo è il lupo. L'unità sociale d'un branco di coyote è una famiglia nucleare centrata attorno ad una femmina riproduttiva. Talvolta però, coyote non imparentati possono unirsi al gruppo per compagnia o per abbattere prede troppo grandi da attaccare singolarmente. Tali branchi "non imparentati" sono solo temporanei, e possono consistere di esemplari celibi, o adolescenti. Le famiglie sono formate nel mezzo dell'inverno, quando le femmine entrano in calore. La formazione delle coppie avviene 2-3 mesi prima dell'accoppiamento. Le femmine in calore attraggono i maschi attraverso il marcamento territoriale e l'ululare ripetutamente. Una femmina in calore può attrarre fino a sette maschi, che talvolta la seguono per un intero mese. Benché ci possano essere lotte fra i maschi, una volta che uno viene scelto dalla femmina, i maschi rifiutati non intervengono e vanno altrove in cerca di altre femmine in calore. Al contrario del lupo, che pratica accoppiamenti sia monogami che bigami, il coyote è esclusivamente monogamo. Le femmine che non riescono ad accoppiarsi tendono ad assistere le loro sorelle o madri nell'allevare le loro cucciolate fino a che non rientrano in calore. Una volta formata, una coppia stabilisce un territorio e scava una tana, ma talvolta riusa le vecchie tane di tassi, marmotte o moffette. Durante la gravidanza, il maschio spesso caccia da solo e riporta il cibo alla femmina. La femmina riempie la tana con fieno o pelo strappato dalla sua pancia. La gravidanza dura 63 giorni, con una cucciolata media di sei piccoli, benché il numero dipenda da fattori come il numero di coyote che vivono in una zona e l'abbondanza di cibo.
I cuccioli nascono in tane, alberi cavi, o sotto le rupi, e pesano 200-250 grammi. Nei loro primi 10 giorni di vita, sono totalmente dipendenti al latte materno. Gli incisivi crescono dopo circa 12 giorni, i canini dopo 16, e i secondi premolari dopo 21. Aprono gli occhi dopo 10 giorni, a tal punto i cuccioli diventano sempre più attivi, camminando dopo 20 giorni e correndo all'età di sei settimane. I genitori cominciano a rigurgitare cibo solido per i cuccioli dopo 12-15 giorni. All'età di 4-6 settimane, quando i denti di latte sono completamente cresciuti, ai cuccioli vengono dati cibi come topi, conigli o pezzi di carcasse d'ungulato, con un graduale decremento nel consumare latte dopo due mesi. Al contrario dei cuccioli di lupo, i cuccioli di coyote cominciano a lottare seriamente fra di loro prima di giocare. All'età di tre settimane, i cuccioli si mordono senza inibizione, al contrario dei lupi. All'età di 4-5 settimane, i cuccioli hanno stabilito le loro gerarchie, quindi cominciano a giocare pacificamente invece di lottare. Il maschio svolge un ruolo attivo nel nutrire, lavare e proteggere i cuccioli, ma li abbandonerà se la femmina muore prima che i cuccioli siano completamente svezzati. La tana viene lasciata nel periodo giugno-luglio, e i cuccioli accompagnano i genitori durante le pattuglie territoriali e le cacce. I cuccioli tendono a lasciare i genitori in agosto, ma possono anche rimanere più a lungo. I cuccioli ottengono dimensioni adulte dopo otto mesi, e il peso adulto un mese dopo.

### Comportamenti territoriali
I territori tendono a variare in areale dai 0.38 ai 62 chilometri quadrati, con il numero d'individui dipendendo all'abbondanza di cibo, rifugi sufficienti, e la concorrenza con altri predatori. Al di fuori della stagione di gravidanza, il coyote tende a non difendere il suo territorio, ed è molto meno aggressivo verso le intrusioni dei lupi, limitandosi a inseguirli o morderli, ma raramente ucciderli. I conflitti però possono aumentare durante i periodi di carestia.
Come il lupo, il coyote utilizza una tana (normalmente le tane abbandonate di altri animali) durante la gravidanza e la cura dei cuccioli, ma può anche partorire sotto i cespugli in zone aperte. Le tane di coyote si possono trovare nei canyon, le golene, i coulee, le costiere, le scogliere, o su terra piatta. Certe tane sono state scoperte sotto case abbandonate, granai, tubature, i binari, tronchi cavi, gli arbusti, e i cardi. La tana viene continuamente pulita dalla femmina prima del parto. Se la tana viene disturbata o infestata di pulci, i cuccioli vengono trasportati a un'altra tana. Una tana può avere varie entrate e passaggi che ramificano dalla sala centrale. Una sola tana può essere usata ripetutamente per anni.

### Comportamenti alimentari e venatori

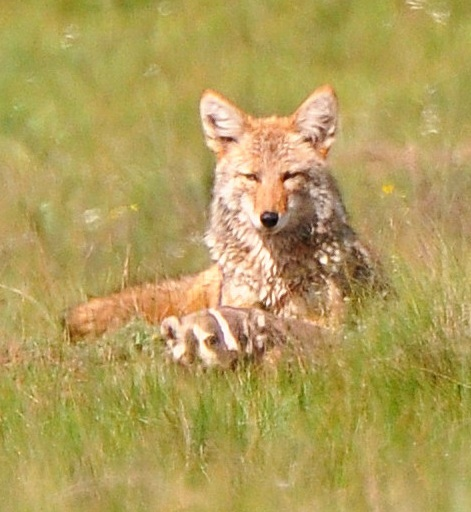
Coyote insieme ad un tasso americano

Quando caccia prede grosse, il coyote spesso lavora in coppia o in un piccolo gruppo. Il successo nell'abbattere gli ungulati grossi dipende da fattori come la profondità della neve. Gli esemplari più giovani tendono a non partecipare in tali imprese, lasciando il lavoro ai genitori.
Al contrario del lupo, che tende ad attaccare le prede grosse alle spalle, il coyote assale la preda di fronte, lacerandole la testa e la gola. Come gli altri canidi, il coyote nasconde il cibo che non riesce a mangiare immediatamente. Le prede piccole come i topi sono catturate con un balzo, mentre le marmotte vengono inseguite. Benché i coyote possano vivere in grandi gruppi, le prede piccole sono solitamente catturate individualmente. I coyote sono stati osservati uccidere i porcospini in coppia, usando le loro zampe per rovesciarli sulla schiena e poi lacerargli la pancia. Solo i coyote più vecchi ed esperti riescono a praticare questa caccia, gli esemplari giovani e inesperti concludono invece i loro tentativi con ferite dovute agli aculei del porcospino. Il coyote talvolta orina sul suo cibo, probabilmente per affermare che è suo.
I coyote talvolta formano relazioni mutualistiche con i tassi americani, assistendosi a vicenda nello scavare per cacciare roditori. Le relazioni fra le due specie possono apparire persino amichevoli, dal momento che certi coyote sono stati osservati appoggiare le proprie teste sui tassi o leccargli le facce senza suscitare proteste. Questa associazione fra i due animali era già nota in epoca precolombiana, come dimostrato da un vaso messicano risalente al 1250-1300 d.C. che raffigura entrambi gli animali insieme.

## Ecologia

### Habitat
Prima dello sterminio dei lupi e i puma, il coyote viveva soprattutto nelle praterie abitate dai bisonti, le antilocapre, i wapiti e altri cervi, essendo particolarmente abbondante nelle zone erbose abitate dai cani della prateria, benché si trovasse anche nelle zone semi-aride abitate da lepri o in deserti abitati da cactus, ratti saltatori e serpenti a sonagli. Quando non era in concorrenza con il lupo, il coyote viveva dal Deserto di Sonora alle regioni alpine di montagne adacienti e le zone montagnose di Alberta. Con lo sterminio del lupo, l'areale del coyote si espanse fino a contenere le zone tropicali di Guatemala e il pendio settentrionale di Alaska.

### Dieta

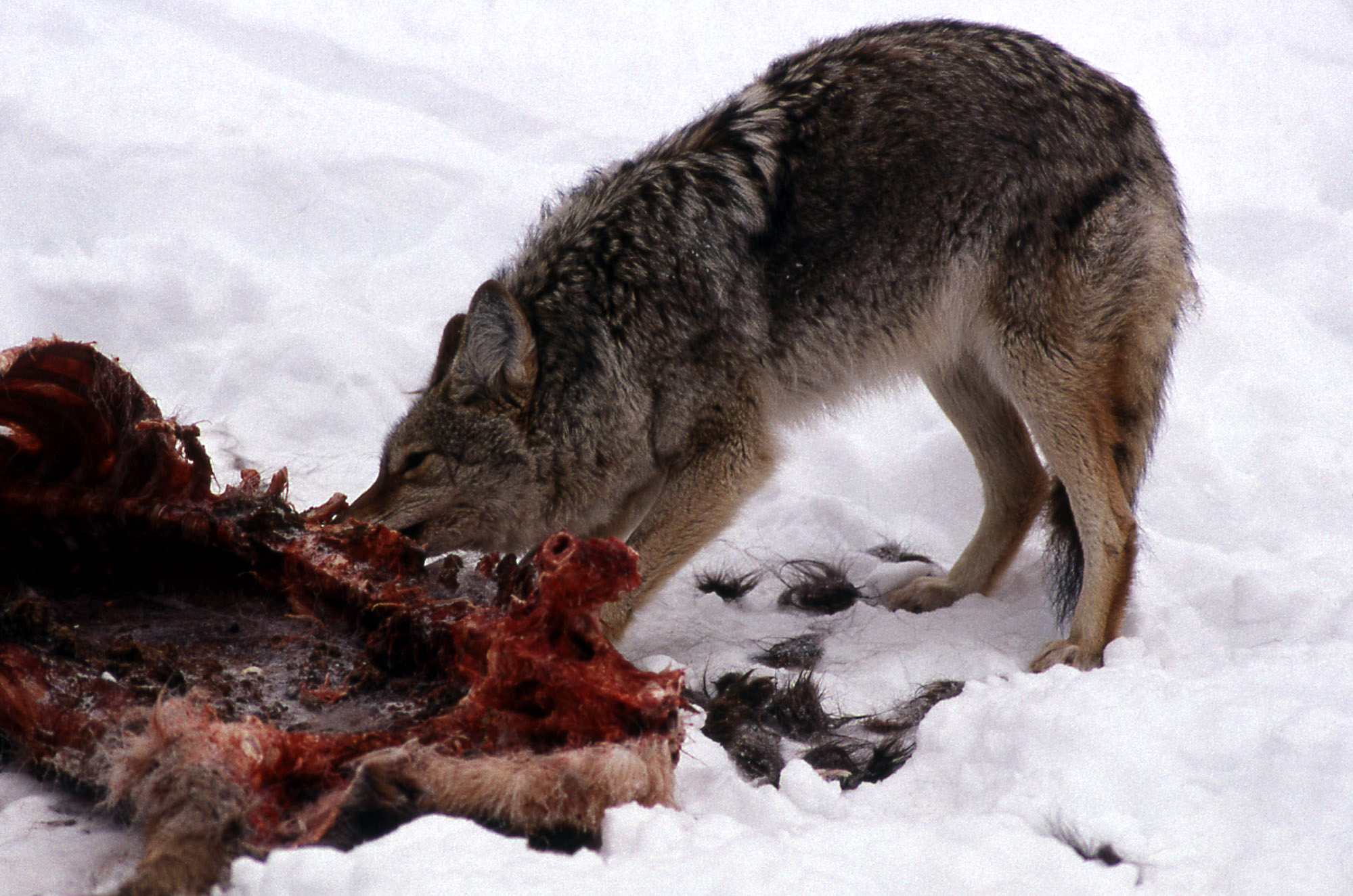
Coyote che si nutre di una carcassa di wapiti

Il coyote è altamente versatile nella sua alimentazione, ma è soprattutto un carnivoro, con 90% del suo cibo di origine animale. Prede favorite dal coyote includono bisonti, cervi, pecore, conigli, roditori, uccelli, anfibi (tranne i rospi), lucertole, serpenti, pesci, crostacei, e gli insetti. È probabile che i coyote dimostrino un livello di schizzinosità verso il cibo, siccome gli animali come i toporagni, le talpe e i ratti bruni non appaiono nella loro dieta in proporzione alla loro disponibilità. Prede più insolite includono i pekan, i cuccioli di orsi neri, le foche della sella, e i crotali. I coyote uccidono i crotali provocandoli a estendere la testa per mordere, per poi afferrarli. Nella Valle della Morte, i coyote consumano grandi quantità di sfingidi, bruchi e scarafaggi durante la primavera. Benché preferiscono carne fresca, i coyote si nutrono di carogne se l'opportunità si presenta. Si stima che, escludendo gli insetti, la frutta e l'erba, un coyote richiede 600 grammi di cibo al giorno, oppure 250 chili all'anno. I coyote non disdegnano di cannibalizzare le carcasse di altri coyote; infatti, il grasso di coyote fu usato con successo come esca dai cacciatori di coyote. La sua alimentazione invernale consiste principalmente di carcasse di ungulati, con poca materia vegetale. Le prede roditori aumentano in importanza durante la primavera, l'estate e l'autunno.
Il coyote si nutre d'una grande varietà di frutti, inclusi le more, i mirtilli, le pesche, le pere, le mele, i cactus, i kaki, e le arachidi. Le verdure consumate includono le angurie, i meloni e le carote. Durante l'inverno e la primavera iniziale, il coyote consuma grandi quantità di erba, incluso il grano immaturo. Prodotti vegetali mangiati saltuariamente includono la torta di cotone, purè di soya, gli escrementi di animali domestici, e raccolti coltivati come il mais, il sorgo, e i fagioli.

### Nemici e concorrenti

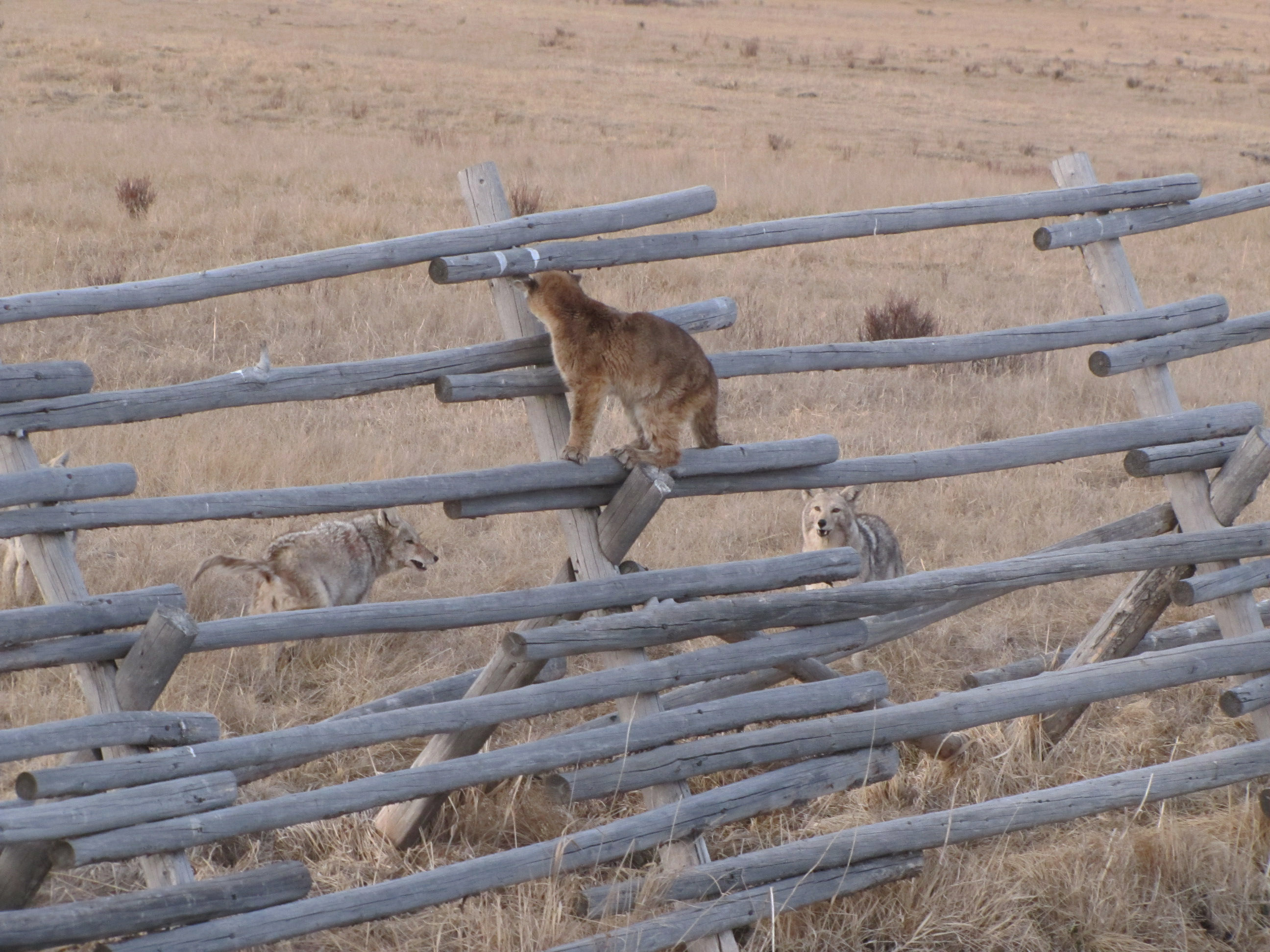
Una coppia di coyote nell'atto di molestare un giovane puma

Nelle zone dove gli areali dei coyote e dei lupi grigi s'intrecciano, è stato ipotizzato che la concorrenza e la predazione diretta da parte di questi ultimi limiti le popolazioni di coyote. L'espansione dell'areale del coyote cominciò durante il tardo diciannovesimo secolo in seguito allo sterminio dei lupi, mentre i coyote si estinsero da Isle Royale dopo che i lupi la colonizzarono negli anni quaranta dell'ultimo secolo. Uno studio condotto nel Parco Nazionale di Yellowstone, dove entrambe le specie sono presenti, concluse che la popolazione di coyote nella Lamar River Valley subisse un declino del 39% in seguito alla reintroduzione di lupi negli anni novanta, mentre le popolazioni di coyote nelle zone abitate dai lupi del Parco Nazionale di Grand Teton sono più basse del 33% rispetto alle zone dove sono assenti. Pur documentato che i lupi non tollerano i coyote nelle loro vicinanze, talvolta i coyote seguono i lupi per approfittare delle carcasse da loro abbandonate.
I coyote uccidono le volpi rosse adulte solo raramente, essendo stati osservare mangiare e persino vivere insieme a loro, ma uccidono spesso le volpi prese in trappole. I coyote talvolta uccidono i cuccioli di volpe, ma ciò non è una fonte importante di mortalità. Nella California meridionale, uccidono spesso le volpi grigie, che tendono a evitare le zone dove i coyote vivono.
In certe zone, i coyote sono in concorrenza con i puma. Nella Sierra Nevada orientale, i coyote competono con i puma per i cervi muli. I puma solitamente hanno la meglio contro i coyote, uccidendoli ogni tanto.
I coyote raramente si scontrano con le linci rosse, benché queste ultime tendano a diminuire di numero in zone abitate da coyote. Vari studi dimostrano che i coyote tendono a sopprimere le popolazioni di lince rossa, dominandole durante gli scontri. Molti ricercatori hanno registrato molteplici occasioni in cui i coyote hanno ucciso le linci rosse, mentre casi dove la lince ha la meglio sono rari. I coyote attaccano le linci usando lo stesso metodo di caccia che usano contro prede di taglia media, ma nella maggior parte dei casi la lince era un esemplare giovane o femmina. Il biologo Stanley Young scrisse che in tutta la sua carriera di trappolaggio, non fu mai in grado di arrivare in tempo a salvare una lince presa in trappola prima che venisse uccisa dai coyote, e descrisse due occasioni in cui i coyote avevano costretto le linci rosse a rifugiarsi sugli alberi. I coyote hanno anche ucciso le linci canadesi e sono in concorrenza con loro per le lepri scarpe da neve. Infatti, in certe zone, incluso l'Alberta centrale, le linci sono più abbondanti dove i coyote sono rari, così indicando che la presenza di coyote influenza il numero di linci più che l'abbondanza di lepri.

## Comunicazione

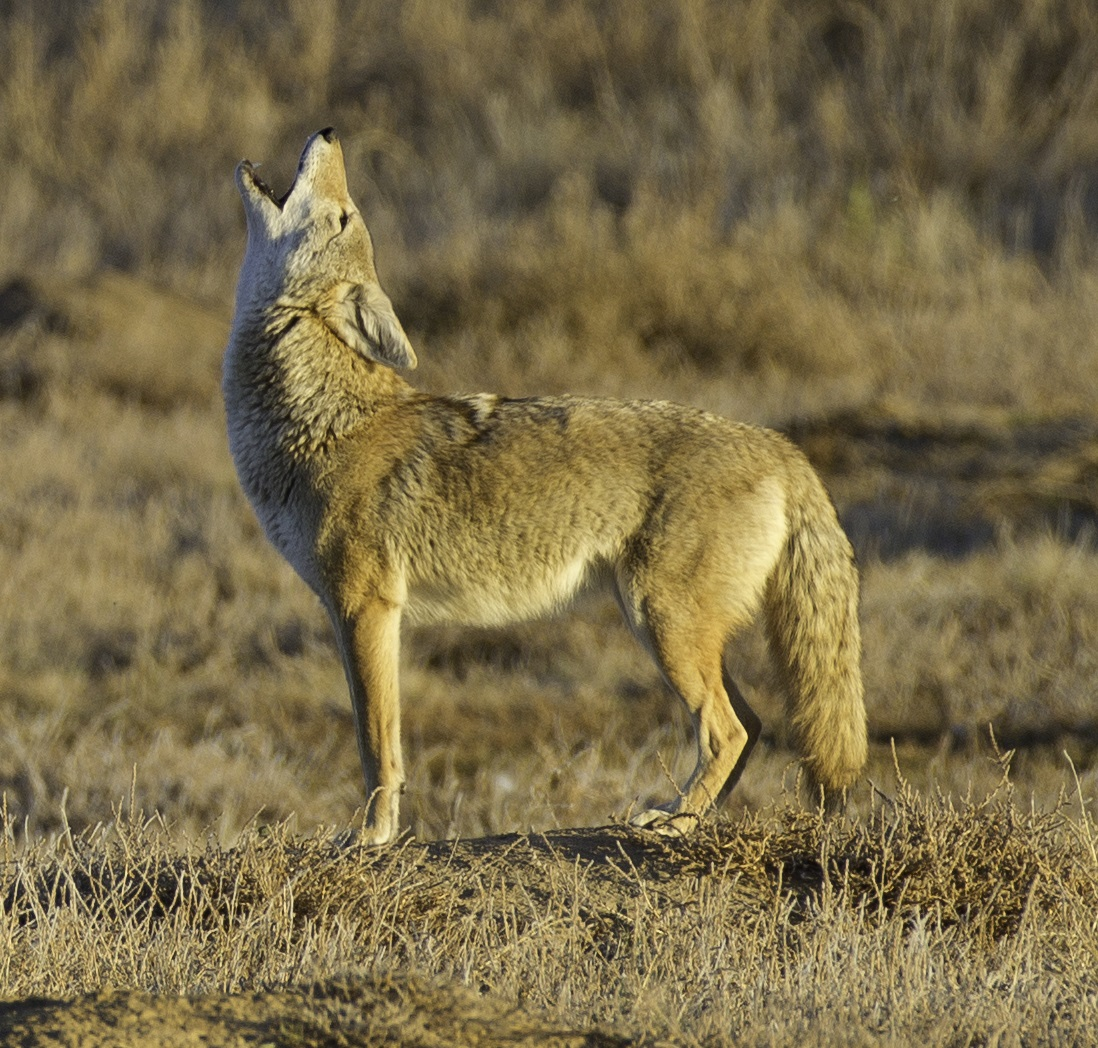
Ululando

### Linguaggio del corpo
Essendo sia un animale gregario che solitario, la variabilità del repertorio visuale e vocale è intermedio fra quello delle volpi solitarie e il lupo sociale. I comportamenti aggressivi del coyote assomigliano più a quelli delle volpi che a quelli dei cani e dei lupi. Un coyote aggressivo alza la schiena e abbassa la coda. Al contrario dei cani, che sollecitano il gioco con un inchino seguito da un balzo, i giochi fra i coyote consistono in flessioni laterali della testa e una serie di giri. Benché mordano la nuca dei loro compagni di gioco come fanno i cani, i coyote lo fanno avvicinandosi con la pancia al suolo per poi afferrare il compagno con un salto in su. I cuccioli lottano fra di loro senza discriminazione di sesso, mentre l'aggressività fra gli adulti tende a essere riservata per membri dello stesso sesso. I combattenti si avvicinano fra di loro, scodinzolando e ringhiando con la bocca spalancata, benché tali scontri tendono a essere silenziosi. I maschi tendono a lottare in una postura eretta, mentre le femmine si scontrano a quattro zampe. Le lotte fra le femmine tendono a essere più violente di quelle tra i maschi, poiché le femmine mordono gli arti anteriori, la gola e le spalle degli avversari.

### Vocalizzi
Il coyote è stato noto come "il mammifero nordamericano più vocale", un fatto che condusse alla scelta di Canis latrans (cane latratore) come suo nome scientifico. Si notano almeno 11 suoni diversi prodotti dagli esemplari adulti. Questi suoni vengono divisi in tre categorie: 1) Suoni agonistici o d'allarme, 2) suoni di saluto, e 3) suoni di contatto. Le vocalizzazioni della prima categoria includono sbuffi, ringhi, tossi, latrati, latrati ululanti, gridi, e uggiolati. Gli sbuffi vengono usati come minacce di bassa intensità o per allarme, e si sentono solitamente vicini alle tane, incitando i cuccioli a ritirarsi nella tana. I ringhi sono usati come minacce, ma si possono sentire anche fra i cuccioli che giocano e fra adulti nell'atto di accoppiarsi. Le tossi sono vocalizzi di minaccia seria. I latrati possono essere classificati sia come vocalizzi di minaccia per le lunghe distanze che per dare allarme. È probabile che i latrati ululanti svolgano un simile ruolo. Le grida sono segno di sottomissione, mentre gli uggiolati sono prodotti da animali dominanti riconoscendo la sottomissione dei subordinati. I vocalizzi di saluto includono uggioli bassi, suoni tradotti come wow-oo-wow, e ululati staccati in coro. Gli uggioli bassi sono prodotti da animali sottomissivi, e solitamente l'animale che lo emette scodinzola e rosicchia il muso del suo superiore. Il suono noto come wow-oo-wow è stato descritto come un "canto di saluto". L'ululato staccato in coro viene emesso quando i membri d'un branco o una coppia si riuniscono, e potrebbe consistere dell'ultimo atto in un rituale di saluto complesso. I richiami di contatto includono gli ululati solitari e ululati in coro. L'ululato solitario è il suono più iconico del coyote, e potrebbe servire ad annunciare la presenza d'un individuo separato dal suo branco.

## Areale
L'areale pre-Colombiano del coyote fu limitato al sudovest e le regioni di pianura degli Stati Uniti e Canada, e il Messico settentrionale e centrale. Dal diciannovesimo secolo in poi, la specie si espanse nel nord e nell'occidente, coincidendo con la conversione dei terreni per l'agricoltura e lo sterminio dei lupi. Nel 1900, il suo areale contenne tutti gli Stati Uniti inferiori e il Messico, sud fino all'America centrale, e verso nord in gran parte di Canada e Alaska. Questa espansione continua tutt'oggi, e la specie occupa la maggior parte delle zono tra 8°N (Panamá) e 70°N (Alaska settentrionale).

### In Messico e l'America centrale
Benché fu ritenuto in passato che il coyote abbia colonizzato il Messico meridionale e l'America centrale solo recentemente grazie alla deforestazione, i reperti fossili del Pleistocene e i resti ossei risalenti ai primi anni di colonizzazione europea indicano che l'animale fosse presente in queste zone molto prima dell'era moderna. In ogni caso, l'areale centramericana dell'animale si espanse nella Costa Rica meridionale negli anni settanta, e Panama settentrionale negli anni ottanta, in seguito all'incremento della deforestazione per permettere la crescita di nuovi pascoli. Si prevede che il coyote apparirà nel Belize settentrionale nel futuro prossimo, siccome l'habitat là è ideale. È stato anche previsto che entrerà il Sudamerica attraverso l'Istmo di Panama se il varco di Darién venisse chiuso dalla Panamericana. Questa previsione fu parzialmente confermata nel gennaio del 2013, quando la specie fu scoperta nel Distretto di Chepo del Panamá orientale, oltre il canale di Panama.

## Malattie e parassiti

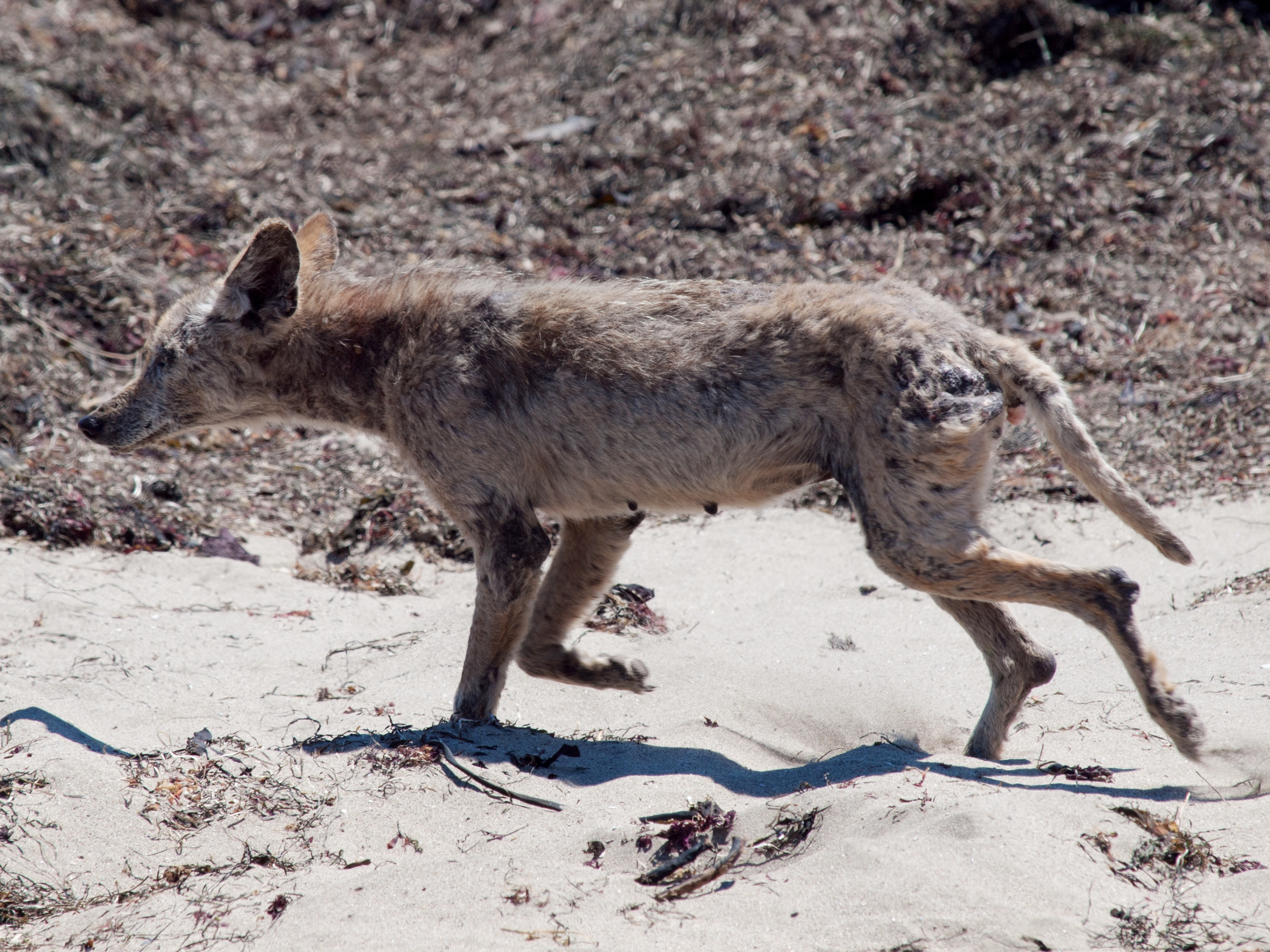
Coyote rognoso

Fra i carnivori nordamericani, il coyote porta forse il numero più elevato di malattie e parassiti, siccome ha un vasto areale e una dieta variata. Tra le malattie virali che infettano i coyote ci sono la rabbia, il cimurro, l'epatite canina, quattro ceppi di encefalite equina, e papillomatosi orale florida. Dopo sessant'anni, negli ultimi anni sessanta, le epidemie di rabbia nei coyote cessarono di essere un problema serio, benché si notarono casi sporadici ogni 1-5 anni. Il cimurro è responsabile per la morte di molti cuccioli, e la tularemia, che infetta i coyote attraverso le loro prede roditori e lagomorfe, può anch'essa essere mortale.
I coyote possono essere infettati dalla rogna, sia quella demodettica che sarcoptica, l'ultimo essendo il più comune. Le infestazioni da parte degli acari sono rare nei coyote, mentre quelle da parte delle zecche sono più comuni, con apici stagionali in varie località (maggio-agosto nel nordovest e marzo-novembre nell'Arkansas). I pidocchi infestano i coyote solo raramente, mentre le pulci sono un problema dalla nascita in poi, benché siano più una fonte d'irritazione che malattia grave. La pulce più comune del coyote è Pulex simulans, mentre Ctenocephalides canis tende a infestare i coyote solo in zone dove entrano in contatto con i cani. Benché siano solo raramente infestati dai trematodi, questi ultimi possono causare seri danni ai coyote, soprattutto Nanophyetus salmincola, che li può infettare con la malattia dell'avvelenamento dei salmoni, che ha un tasso di mortalità del 90%. I cestodi infestano all'incirca il 60-90% di coyote esaminati. Le specie più comuni nei coyote sono Taenia pisiformis e Taenia crassiceps, che vengono ingeriti dai coyote attraverso i conigli. La specie più grande a infestare i coyote è T. hydatigena, che entra nei coyote quando gli ultimi mangiano le carcasse di ungulati, e possono raggiungere una lunghezza di 800–4000 mm. Una volta quasi esclusivo dei lupi, Echinococcus granulosus cominciò a infestare i coyote quando questi cominciarono a espandersi negli areali dei lupi. L'acaroide più comune nei coyote è Toxascaris leonina, che s'insedia nell'intestino tenue senza causare gravi danni oltre a costringere i coyote a mangiare più frequentemente. Gli anchilostomatidi infestano i coyote in tutto il loro areale, soprattutto nelle zone umide. In queste zone, come nella costa del Texas, un singolo coyote può trasportare ben 250 anchilostomatidi. La specie Ancylostoma caninum è particolarmente pericolosa, siccome può indebolire il coyote attraverso la perdita di sangue e la congestione polmonare. Un cucciolo infatti può morire se infestato da un minimo di 25 di questi parassiti.

## Rapporti con l'uomo

### Nel folklore e la mitologia

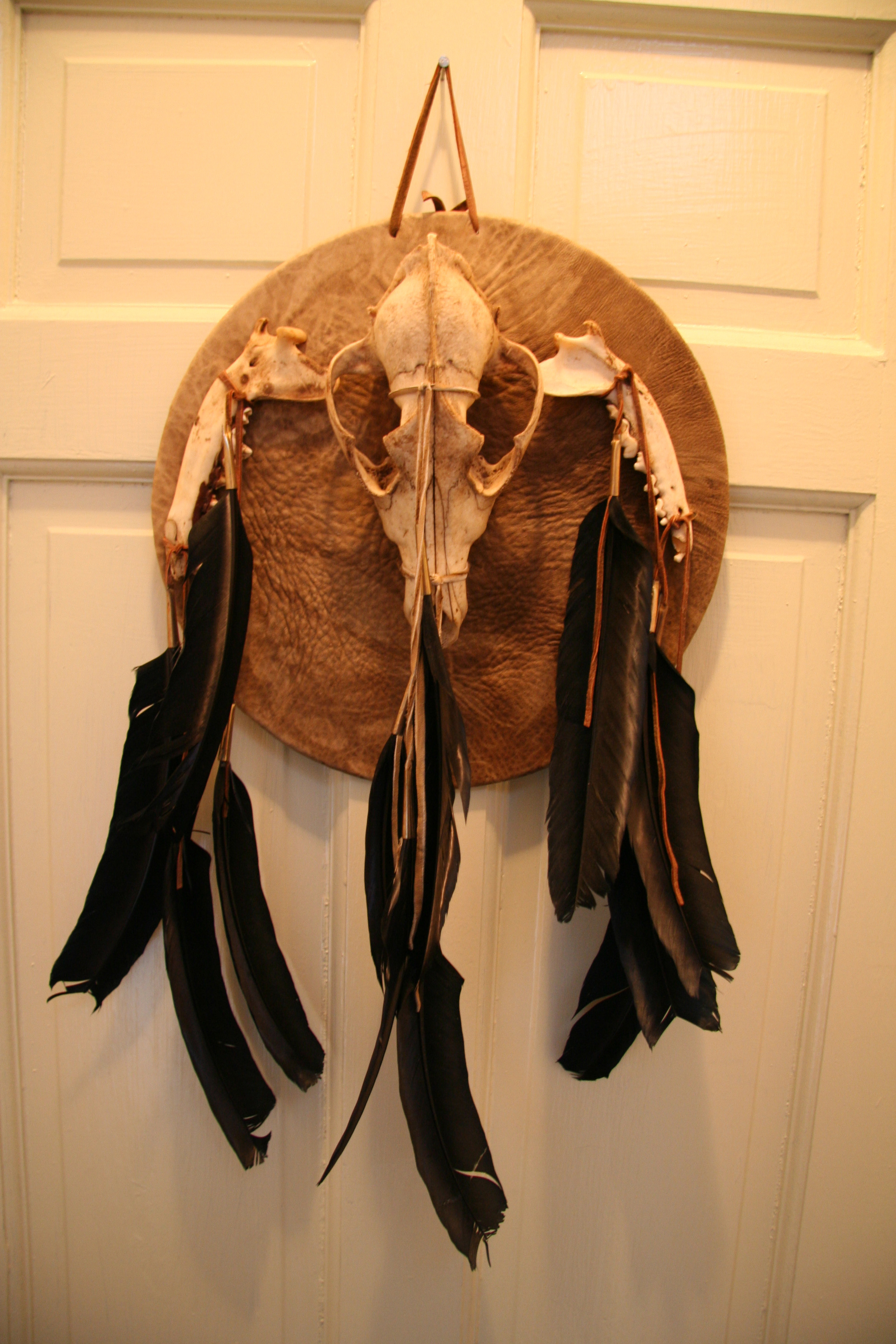
Scudo spirituale modellato con un teschio di coyote e penne di corvo

Il coyote appare spesso nel folklore dei nativi americani come un personaggio trickster, talvolta assumendo le sembianze umane. Come quasi tutti i trickster, il coyote agisce come un eroe picaresco che si ribella contro la convenzione sociale attraverso gli stratagemmi e l'umorismo. I suoi atti includono l'introduzione del fuoco all'umanità, sguinzagliando i bisonti al mondo, e la pietrificazione dei mostri. I Maidu accreditarono al coyote l'introduzione della fatica, la miseria e la morte nel mondo, mentre gli Zuñi credevano che il coyote introdusse l'acqua al mondo rubando la luce dai kachina (esseri supernaturali). Certe tribù, come i Chinook, i Maidu, i Paiute, i Pawnee, i Tohono O'odham, e gli Ute, vedevano il coyote come il compagno del creatore. Nel mito della creazione Paiute, il coyote fu creato dal lupo per essergli amico, e i due crearono la terra ammucchiando il terriccio sugli oceani. Un racconto degli Tohono O'odham parla di come il coyote salva Montezuma da un diluvio universale, e che poi entrambi insegnano all'umanità, ricreata dal Grande Spirito, come vivere. Nella mitologia dei Crow, il creatore del mondo infatti è Vecchio Coyote. Secondo i Navajo, il coyote fu presente nel Primo Mondo con il Primo Uomo e la Prima Donna, ma un'altra versione ha il coyote creato nel Quarto Mondo. Il coyote dei Navajo introduce la morte al mondo, siccome senza di esso, ci sarebbero troppe persone e poco spazio per piantare il grano.
Prima della conquista dell'impero azteco, il coyote svolgeva un ruolo importante nella cosmologia mesoamericana. Esso rappresentava la forza militare nel Teotihuacan pre-azteco, e i guerrieri si vestivano da coyote per invocare il suo potere. Nella mitologia azteca, Huehuecoyotl, il dio della danza, la musica e la lussuria, viene spesso raffigurato con la testa d'un coyote. Viene spesso rappresentato come un donnaiolo, responsabile per l'origine della guerra dopo aver sedotto Xochiquetzal, la dea dell'amore. Certi studiosi ritengono che il dio Quetzalcoatl derivasse dalle rappresentazioni mitologiche del coyote nelle religioni pre-azteche, che vantavano il coyote come il fratello maggiore dell'umanità, il creatore, il seduttore, l'ingannatore, e l'eroe culturale legato alla stella del giorno.

### Attacchi all'uomo
Attacchi del coyote sugli esseri umani sono rari e ancor più raramente causano lesioni gravi, a causa delle dimensioni abbastanza ridotte del coyote. Tuttavia essi sono sempre più frequenti, soprattutto in California. Tra il 1976 e il 2006, almeno 160 attacchi sono avvenuti negli Stati Uniti d'America, soprattutto nella contea di Los Angeles. I dati, provenienti principalmente dall'USDA Wildlife Services e dal California Department of Fish and Game, indicano 41 gli attacchi verificatisi nel periodo 1988-1997 e 48 tra 1998 e 2003. Risulta evidente quindi come essi siano più che raddoppiati dal 1988 al 2003 considerando i due periodi. La maggior parte di questi incidenti si è verificato nel sud della California vicino al confine tra l'estremità della periferia cittadina e il territorio circostante.
In assenza di cibo nel loro territorio per la crescita della loro popolazione, i coyote stanno perdendo la loro paura per gli esseri umani, urbanizzandosi. Questo fenomeno è ulteriormente peggiorato da persone che intenzionalmente o involontariamente danno loro da mangiare. In tali situazioni, qualche coyote ha cominciato a comportarsi in maniera aggressiva verso gli stessi, inseguendo corridori e ciclisti, affrontando le persone a spasso coi cani, e avvicinandosi ai bambini piccoli, specie nei parchi pubblici. I Coyote hanno cominciato a prendere di mira i bambini piccoli, in gran parte sotto i 10 anni, anche se occasionalmente anche alcuni adulti sono stati morsi.
Anche se i media generalmente identificano gli animali degli attacchi come semplici "coyote", la ricerca genetica identifica in coywolves, incroci di coyote e lupo, quindi coyote solo per metà, quelli coinvolti in attacchi nel nord-est dell'America del Nord. Tra le zone colpite dagli attacchi abbiamo: Pennsylvania, New York, New England e Canada orientale.
Comunque, si registrano molto frequentemente casi in cui un coyote riesce a prevalere su un branco di cani da pastore formato da un minimo di 5 esemplari. Recenti studi, infatti, danno per scontato che un coyote possa predare un branco di cani da pastore in meno di 2 minuti.
Nel 2009 a Cape Breton nell'Highlands National Park in Canada la cantante folk Taylor Mitchell di 19 anni, durante una passeggiata prima del concerto è stata uccisa da due coyote,i soccorritori accorsi alle grida della ragazza hanno trovato il corpo agonizzante con i due animali ancora accanto.

### Utilizzi
Prima della metà del diciottesimo secolo, la pelliccia di coyote era di scarso valore. Ciò cambiò con il decremento nelle popolazioni di castori, e dal 1860 in poi, la caccia al coyote per la sua pelliccia divenne una fonte notevole di reddito (dai 75 centesimi fino a $1.50) per i lupari nelle Grandi Pianure. Le pellicce di coyote erano di grande importanza economica durante gli anni cinquanta, con prezzi andando da $5 a $25 per ogni pelle, dipendendo dalla località. La pelliccia del coyote non è abbastanza durevole per fare i tappeti, ma può essere usata per fare i cappotti e le giacche, le sciarpe e i manicotti. La maggior parte delle pellicce vengono usate per fare le finiture come i colletti e le maniche dell'abbigliamento di donna. Talvolta, viene tinto di nero per imitare la pelliccia della volpe argentata.
I coyote erano talvolta mangiati dai cacciatori e i montanari durante l'espansione verso occidente. I coyote erano inclusi nei banchetti degli indigeni delle Grandi Pianure, e i cuccioli di coyote erano mangiati dai popoli nativi di San Gabriel, California. Il gusto è stato paragonato a quello del lupo, ed è più tenero del porco se bollito. Il grasso di coyote, quando raccolto durante l'autunno, fu usato per lubrificare il cuoio o mangiato come pasta spalmabile.

### Addomesticabilità
È probabile che i coyote furono mezzi addomesticati da varie civiltà precolombiane. Alcuni scrittori del diciannovesimo secolo notarono che i coyote furono tenuti nei villaggi nativi delle Grandi Pianure. Il coyote è facilmente domabile da cucciolo, ma diventa distruttivo da adulto. Entrambi i coyote puri e gli ibridi possono essere affettuosi verso i loro padroni, ma sono sospettosi e timidi verso gli estranei, benché ci siano aneddoti che dimostrano che possono essere addestrati come cani da riporto o pointer. Un coyote domato nominato "Butch", catturato nell'estate del 1945, ebbe una carriera breve nel cinema, apparendo in Smoky (1946) e in Ramrod (1947) prima d'essere abbattuto a colpi di fucile mentre attaccava un pollaio.